# Crimes (émission de télévision)
Pour les articles homonymes, voir Crime (homonymie).
Crimes est une émission de télévision française diffusée depuis le 4 février 2013 sur NRJ 12 le lundi soir. Sauf exception, chaque émission est constituée le plus souvent de trois reportages. Chaque épisode est rediffusé de nombreuses fois dans les saisons suivantes. Le résumé de certains épisodes est consultable sur le site web de l'émission. À partir de septembre 2016, l'émission n'est plus présentée par Jean-Marc Morandini, qui n'apparaît plus en plateau mais reste le narrateur. L'émission est rediffusée sur Chérie 25 avant de basculer définitivement en 2024.
À partir de septembre 2018, est lancée Crimes et faits divers, la quotidienne, nouvelle émission ayant lieu du lundi au vendredi sur NRJ 12 où Jean-Marc Morandini est entouré d'une équipe d'experts (avocats, psychiatres, psychologues, anciens policiers) en plateau[réf. nécessaire].
À partir de juillet 2022, c'est un nouveau narrateur qui présente l'émission sans aucun plateau, Jean-Marc Morandini ayant quitté NRJ12, mais reste producteur de l'émission[réf. nécessaire].

## Concept
Pour les quatre premières saisons, l'équipe se rend dans une ville de France et revient sur des faits divers qui se sont produits dans les environs. Une personnalité locale (journaliste, avocat ou écrivain) est interrogée sur la criminalité de la région (l’évolution des faits divers, leur fréquence, les nouvelles affaires, les types de criminels).
À partir de la deuxième saison, apparaissent des émissions regroupant des reportages dont le point commun n'est pas une zone géographique, mais le thème traité.
À la fin de la troisième saison et pendant la quatrième, des émission ont lieu en direct en s'inspirant du concept de l'émission Témoin numéro 1 des années 90 sur TF1.
Un reportage est constitué de reconstitutions, d'images d'archive et de témoignages des familles des victimes, des proches des criminels, des avocats, des enquêteurs, des journalistes locaux.

## Répartition des épisodes

### En France

#### Villes
- à Angers
- à Belfort
- à Bordeaux
- dans la cité des Ducs
- dans la cité Phocéenne
- à Chambéry
- à Clermont-Ferrand
- à Dijon
- à Grenoble
- à La Rochelle
- à Lille
- à Lyon
- à Marseille
- à Montpellier
- à Nancy
- à Nantes
- à Nice
- à Orléans
- à Paris
- à Poitiers
- à Reims
- à Rouen
- Spéciale : ils ont fait trembler Paris
- Spécial : ils ont fait trembler Toulouse
- à Strasbourg
- à Thionville
- à Toulouse
- dans la ville rose

#### Départements
- dans l'Eure
- en Gironde
- en Haute-Savoie
- dans l'Hérault
- dans le Maine-et-Loire
- dans la Marne
- dans le Nord
- dans le Pas-de-Calais
- dans le Puy-de-Dôme
- dans la Sarthe
- en Seine-Maritime
- dans la Somme
- dans le Tarn-et-Garonne
- dans la Vienne

#### Régions
- en Alsace :
  - 1er volet
  - 2e volet
- en Aquitaine
- en Auvergne
- en Auvergne-Rhône-Alpes :
  - 1er volet
  - 2e volet
- en Basse-Normandie
- en Bourgogne :
  - 1er volet
  - 2e volet
- en Bretagne
- dans le Centre
- dans le Centre-Val de Loire
- en Champagne-Ardenne
- en Corse
- en Franche-Comté
- dans le Grand Est
- dans les Hauts-de-France
- en Île-de-France : 
  - 1er volet
  - 2e volet
- en Languedoc-Roussillon
- dans le Limousin
- en Lorraine
- en Midi-Pyrénées :
  - 1er volet
  - 2e volet
- dans le Nord-Pas-de-Calais
- Le Nord-Pas-de-Calais dans la tourmente
- en Normandie :
  - 1er volet
  - 2e volet
- Nouvelles affaires dans le Centre
- en Nouvelle-Aquitaine
- en Occitanie
- en Pays de Loire :
  - 1er volet
  - 2e volet
- en Picardie
- en Poitou-Charentes
- Cauchemars en Poitou-Charentes
- en région PACA :
  - 1er volet
  - 2e volet
- en région parisienne
- en Rhône-Alpes

#### Zones géographiques
- dans les Alpes
- en Alsace-Lorraine
- dans le Béarn
- dans le Berry
- au bord des lacs de Savoie
- en bord de Loire
- au bord de la Manche
- en bord de Méditerranée
- au bord de la Meuse
- sur les bords de l'Oise
- en bord de Saône
- en bord de Seine
- dans le Bordelais
- en Champagne
- sur la côte Atlantique
- sur la côte d'Argent
- sur la Côte d'Azur
- dans le Dauphiné
- à la frontière belge
- à la frontière espagnole
- à la frontière italienne
- à la frontière suisse
- en Gascogne
- dans le Golfe du Lion
- dans le grand Ouest
- dans le grand Paris
- sur le lac Léman
- dans le lyonnais
- dans le Massif central
- en Méditerranée
- en pays breton
- dans la plaine du Languedoc
- dans le Poitou
- en Provence
- dans les Pyrénées
- en région lyonnaise
- sur les rives de la Garonne
- au sud de la Loire
- dans le Sud-Ouest
- en terres normandes
- dans la vallée du Rhône
- dans les villages de montagne
- dans les villages occitans
- dans les villages des pays de la Loire
- dans les villages du sud-est

### Ailleurs qu'en France
- en Belgique :
  - 1er volet
  - 2e volet
- à Bruxelles
- à Londres
- au Luxembourg
- en Suisse

### Thèmes autres que géographiques
- Spéciale ados tueurs
- Ces affaires qui ont marqué 2015
- Spéciale complots de famille
- Spécial : Un coupable en liberté ?
- Spécial : couples meurtriers
- Le dépeceur de Montréal
- en direct
- en direct L'appel des familles :
  - 1er volet
  - 2e volet
  - 3e volet
  - 4e volet
  - 5e volet
  - 6e volet
- en direct : Mon enfant a disparu
- Spécial « les disparues de l'A6 »
- Spéciale : les disparues de Perpignan
- Spéciale enfants martyrs
- Spéciale : ils ont fait appel au Président
- en famille
- Spécial familles disparues
- Spécial familles en quête de vérité
- Spéciale femmes tueuses
- Spécial Fourniret : il a fait trembler les Ardennes
- Spéciale Francis Heaulme
- Spécial : ils ont fait trembler la France
- Spécial : ils ont récidivé
- Janvier 2015, la France tremble
- Spécial liaisons mortelles
- Marc Dutroux, le monstre belge
- Spéciale mères tueuses
- Spéciale meurtres chez les célébrités
- Spéciale meurtres crapuleux
- Spéciale meurtres mystérieux
- Spéciale un meurtrier dans la famille
- Spéciale meurtres passionnels
- chez les millionnaires
- Spécial : mon enfant a disparu
- Le mystère Turquin
- à Noël
- Spécial parents meurtriers
- Spéciale petit Grégory
- Spéciale police scientifique
- Spécial prédateurs sexuels :
  - 1er volet
  - 2e volet
- Spéciale récidivistes
- Spécial sexe et abus de faiblesse
- Spéciale stations balnéaires
- Spéciale : suicide ou meurtre parfait ?
- Tueur en série : les secrets de l'adjudant Chanal
- Spéciale tueurs impunis
- Spéciale mon voisin est un tueur

## Programmation
La programmation de l'émission est reconstituée à partir des informations trouvées sur le site internet de L'Internaute, de Télé Loisirs et de Télérama.
Seule la date de la première diffusion est indiquée, dans la première colonne du tableau. Des informations sont mentionnées dans la colonne « Détails et informations », sauf si l'article correspondant existe.

### Première saison (février2013-juin2013)
| Date            | Titre de l'épisode             | Titres des reportages                    | Détails et informations |
| --------------- | ------------------------------ | ---------------------------------------- | --- |
| 4 février 2013  | ... en Pays de Loire,          | L'enfant du lac                          | Bois-de-Céné (Vendée) 30 mai 2008 Anne Deriez battue étouffée par son compagnon Cédric Horneck mécanicien tente de noyer témoin son fils Antoine 8 ans dans lac d'Apremont |
| 4 février 2013  | ... en Pays de Loire,          | Tuerie en pleine campagne                | Pouzauges (Vendée) 31 mai 2010 Sylvie Bécaud 35 ans ses 4 enfants 4 à 9 ans tués par balles par Emmanuel médecin de campagne 34 ans surmené pendu dans salon antidépresseur Sertraline                                                                                         |
| 4 février 2013  | ... en Pays de Loire,          | Prescillia, 13 ans, assassinée           | Montsoreau (Maine-et-Loire) 23 octobre 2008 le moulin Prescillia Delaveau 13 ans violée étranglée par Samuel Malécot ami son frère |
| 4 février 2013  | ... dans le Nord-Pas-de-Calais | La mort de huit nourrissons              | |
| 4 février 2013  | ... dans le Nord-Pas-de-Calais | Une dispute fatale                       | Lambersart (Nord) 17 février 2008 Clélia Médina lycéenne 18 ans battue étranglée jetée dans la Deûle par compagnon Julien Sailly |
| 4 février 2013  | ... dans le Nord-Pas-de-Calais | Le patron impitoyable                    | Sainte-Marie-Kerque (Pas-de-Calais) 20 janvier 2009 Jonathan Potte tué coups barre de fer par Pascal Bachelet chef d'entreprise produits bio employeur et amant sa compagne Cindy                                                                                              |
| 11 février 2013 | ... à Lille                    | Le calvaire de Typhaine                  | |
| 11 février 2013 | ... à Lille                    | Tuerie en discothèque                    | 1er juillet 2012 discothèque "Théatro" Fayçal Mokhtari délinquant violent refoulé à l'entrée revient mitrailler le bâtiment 6 blessés 2 morts Sabrina Vasseur 26 ans employée en caisse et Hamza Belaïdi 25 ans client s’apprêtant à partir.                                   |
| 11 février 2013 | ... à Lille                    | La victime idéale                        | Condé-sur-l'Escaut (Nord) 9 novembre 2011 Marie-Antoinette Calarese 44 ans déficiente mentale sous curatelle renforcée tuée coups couteau par André Crivello. |
| 18 février 2013 | ... en Île-de-France           | Le tueur de l'Essonne                    | |
| 18 février 2013 | ... en Île-de-France           | Le calvaire de la joggeuse               | |
| 18 février 2013 | ... en Île-de-France           | Le monstre de la cité                    | Fontenay-sous-Bois (Val-de-Marne) 16 février 2010 Tanja 25 ans tuée coups de couteau par ex-compagnon Mahamadou Doucouré jaloux violent |
| 25 février 2013 | ... à Marseille                | Le piège de Cécilia                      | 8 décembre 2008 Cécilia Gueye métisse 21 ans élève infirmière violée morte coma éthylique par son compagnon Emmanuel Denis et ses amis Anis Nafti, Mounir Tinouiline et Fahem Djermoune                                                                                        |
| 25 février 2013 | ... à Marseille                | Jack l'éventreur à Marseille             | |
| 25 février 2013 | ... à Marseille                | Le tueur au tournevis                    | Avignon (Vaucluse) 28 novembre 2010 parking des Italiens Michèle Martinez 66 ans tuée Sébastien Malinge délinquant sexuel amant sa fille Marianne Di Nicola |
| 4 mars 2013     | ... à Nantes                   | Les valises macabres                     | juin 2008 Françoise Gallen institutrice retraitée 61 ans étranglée découpée par compagnon Alain Faury-Santerre 49 ans |
| 4 mars 2013     | ... à Nantes                   | Le meurtre de Laetitia                   | |
| 4 mars 2013     | ... à Nantes                   | La femme enceinte poignardée             | Saint-Nazaire (Loire-Atlantique) 21 janvier 2010 Marina Lebeau 29 ans enceinte de 7 mois étranglée 33 coups de couteau par ex-compagnon Yassine Khaloir |
| 11 mars 2013    | ... en Provence                | Terrible jalousie                        | Avignon (Vaucluse) 2 décembre 2009 quartier du Pont-des-deux-eaux Sébastien Malbos 31 ans abattu plusieurs balles par Bruno Polistena ex-compagnon Christelle David |
| 11 mars 2013    | ... en Provence                | Les époux diaboliques                    | Salon-de-Provence (Bouches-du-Rhône) octobre 2005 Mélissa 8 ans et Jason 7 ans empoisonnés par leur mère Marie-Hélène Martinez et son nouvel époux Jean-Paul Steijns |
| 11 mars 2013    | ... en Provence                | Cadavre cherche meurtrier                | Toulon (Var) 11 mai 2009 Daniel Garcia chauffeur bus retraité abattu fusil de chasse par Max Chamas ou Eric Verbist « Mirror Man » SDF sous curatelle schizophrénique imitateur Michael Jackson logé par voisine du dessus                                                     |
| 18 mars 2013    | ... à Paris                    | Un trajet pour l'enfer                   | |
| 18 mars 2013    | ... à Paris                    | Le violeur des stades                    | Paris et Seine-Saint-Denis août 2008 à mars 2009 viols et agressions sexuelles sur jeunes garçons 9 à 14 ans par Halim Taguine récidiviste |
| 18 mars 2013    | ... à Paris                    | Un beau-père meurtrier                   | Creil (Oise) 13 novembre 2008 Jennifer Vimeux 22 ans violée et étranglée enterrée par Philippe Duflos gardien stade père Nicolas ex-amoureux |
| 25 mars 2013    | ... à Nancy                    | Une violence sauvage                     | 6 décembre 2009 au 10 janvier 2010 agressions violentes bande 7 jeunes 3 frères David, Rémy et Jérémy Colin « les Cubains » 3 janvier meurtre Grégory Lhomme 34 ans |
| 25 mars 2013    | ... à Nancy                    | Un cadavre introuvable                   | Moyenmoutier (Vosges) 26 septembre 2007 Robert Pichon retraité 61 ans incinéré par Olivier Benoît charpentier et Maud Tellier. |
| 25 mars 2013    | ... à Nancy                    | Battu à mort pour rien                   | Crépey (Meurthe-et-Moselle) 9 mai 2008 boulangerie-épicerie-tabac braquage Gérard Thomassin 60 ans est étouffé par Sébastien Bagnon et Abed-Salam Touati. |
| 1er avril 2013  | ... en Lorraine                | L'homme des bois en cavale               | Jury (Moselle) été 2012 Philippe Rousseau 48 ans et Ghislaine Fuchs 35 ans sont abattus Jacques Neisse rescapé par ex-compagnon Christian Keiber « l'homme des bois ». |
| 1er avril 2013  | ... en Lorraine                | Qui a tué le prof de maths ?             | Metz 25 juillet 2010 Pierre-Edouard Gauthier 73 ans tué par Stéphane Breuer SDF. |
| 1er avril 2013  | ... en Lorraine                | Il tue ses deux enfants                  | Toul (Meurthe-et-Moselle) quartier Saint-Evre nuit 2 au 3 octobre 2008 Alain Wegerlé mécanicien aéronautique abat au fusil de chasse ses fils Alexis 14 ans et Rémi 11 ans dans leur lit puis tente de se suicider.                                                            |
| 8 avril 2013    | ... à Bordeaux                 | Nuit tragique à Bordeaux                 | 16 aout 2009 Dorian Bambara 23 ans est tué coups de couteau par Abdelhalim Ziane et Sofiane Medioni. |
| 8 avril 2013    | ... à Bordeaux                 | Le calvaire de la randonneuse            | Verdon (Dordogne) 10 septembre 2009 Edith Muhr 68 ans allemande professeur de lettres et de philosophie retraitée est dépecée par Yves Bureau. |
| 8 avril 2013    | ... à Bordeaux                 | Retrouvée morte sur la plage             | Moliets-et-Maâ (Landes) 29 mai 2010 dune isolée Henriette Santamaria 57 ans aide ménagère mairie Orthez est violée poignardée de 9 coups de couteau dont 5 dans le cœur par Éric Aubin.                                                                                        |
| 15 avril 2013   | ... en Midi-Pyrénées           | Meurtre de Patricia : la traque continue | Bouloc (Haute-Garonne) 14 février 2011 Patricia Bouchon 49 ans secrétaire cabinet d'avocats joggeuse coups violents morte gant latex dans gorge. |
| 15 avril 2013   | ... en Midi-Pyrénées           | Mort en protégeant les siens             | Colomiers (Haute-Garonne) 18 juillet 2009 Pascal Orvain 50 ans directeur régional société climatisation tué 6 coups de couteau par Jérémie Desbarats Samuel Raphael Cédric Zachelin et Jérémy Bagassien cambrioleurs.                                                          |
| 15 avril 2013   | ... en Midi-Pyrénées           | La vie brisée de Kevin, 19 ans           | entre Vicdessos et Goulier (Ariège) 24 mars 2012 sous-bois Kevin Sellier 19 ans trafiquant de cannabis poignardé incinéré par Cindy P serveuse pizzeria et ami Joan G brillant étudiant maths spé                                                                              |
| 22 avril 2013   | ... à Toulouse                 | Tuée par son ancien amant                | Lherm (Haute-Garonne) 16 février 2010 Mireille Cabrespine 49 ans employée supermarché tuée par Jean-Yves Soyez directeur supermarché retraité |
| 22 avril 2013   | ... à Toulouse                 | Mort de Jérémy : un meurtre sans témoin  | rue Valentin quartier Saint-Michel 27 février 2011 Jérémy Roze 27 ans étudiant en pharmacie mort poignardé par Icham Ouakki et Driss Arab |
| 22 avril 2013   | ... à Toulouse                 | Le meurtre de la discothèque             | Pamiers (Ariège) 13 janvier 2008 champ près boîte de nuit familiale « La Roue » Julien Fernandez 26 ans directeur artistique poignardé 23 coups de couteau par Mekky Bougouhas 26 ans ancien portier et Othman El Houari                                                       |
| 29 avril 2013   | ... en Bretagne                | Où est la mère des 7 enfants ?           | La Gouesnière (Ille-et-Vilaine) dans la nuit du 1er au 2 juillet 2006 Adeline Piet 34 ans est tuée et enterré dans le jardin par son mari Benoit 2008 exhume les restes et les brûle au barbecue                                                                               |
| 29 avril 2013   | ... en Bretagne                | Les amants meurtriers                    | |
| 29 avril 2013   | ... en Bretagne                | Nuit d'horreur au teknival               | Teknival de Carnoët (Côtes-d'Armor) 26 juin 2005 Mathilde Groguennec 18 ans est violée et tuée de par Alain Kernoa. |
| 6 mai 2013      | ... dans le grand Ouest        | Une terrible machination                 | Grand-Champ (Morbihan) 9 avril 2009 Assassinat déguisé cambriolage Anne-Marie Le Couviour 75 ans seconde femme d'Eugène par Wenceslas Lecerf et Guénolé Madé commandité par sa belle-fille Josiane par l'intermédiaire de Loïc Dugué son jardinier.                            |
| 6 mai 2013      | ... dans le grand Ouest        | Meurtres au stand de tir                 | Brest 13 octobre 1996 devant porte stand de tir l'USAM de la Villeneuve François Picard colonel pharmacien en chef responsable surveillance radiologique moniteur club et Pol Creton 32 ans technicien à Océanopolis sont abattus de 3 balles chacun 2 thorax 1 dans la nuque. |
| 6 mai 2013      | ... dans le grand Ouest        | Le calvaire de Marina                    | |
| 13 mai 2013     | ... en Gironde                 | Le camping de l'horreur                  | Petit-Palais-et-Cornemps un bois Jérémy Lepiller 17 ans sauvagement battu à mort par Pierre Cornillet 16 ans collégien et Thierry Huynh 22 ans chauffeur-livreur. |
| 13 mai 2013     | ... en Gironde                 | Meurtrier par amour                      | Angresse (Landes) 7 décembre 2009 Annick Lamarque 51 ans poignardée 9 coups de couteau par Fabien Tellier chauffeur routier sans emploi rencontré par internet Albi 10 décembre quartier de Cantepau agression François Garcia 3 coups de couteau.                             |
| 13 mai 2013     | ... en Gironde                 | L'affaire du Chat                        | |
| 20 mai 2013     | ... sur la Côte d'Azur         | Une connaissance peu fréquentable        | Lucéram (Alpes-Maritimes) 6 septembre 2012 Sabrina Parisi 17 ans coups de couteau de plongée égorgée par Teddy Dieudonné. |
| 20 mai 2013     | ... sur la Côte d'Azur         | Mère et fils enterrés                    | |
| 20 mai 2013     | ... sur la Côte d'Azur         | Barbarie sur une vieille dame            | Valdeblore (Alpes-Maritimes) 22 mai 2007 hall ancien hôtel « Lou Mercantour » Marie Gilli 88 ans assassinée crâne défoncé coup de hache suspect Jean-François Montillet sans emploi se suicide en prison.                                                                      |
| 27 mai 2013     | ... à Lyon                     | Tuée dans la maison familiale            | Chazay-d'Azergues (Rhône), 11 octobre 2005, Marine Boisseranc 20 ans étudiante en comptabilité est poignardée dans le salon de la maison de 12 coups de couteau. |
| 27 mai 2013     | ... à Lyon                     | Un corps dans le congélateur             | novembre 2008 Jean-François Poinard 71 ans restaurateur retraité dans congélateur tué à coups de poing par sa concubine Guylaine Collober sans profession. |
| 27 mai 2013     | ... à Lyon                     | La mort maquillée en accident            | Tupin-et-Semons (Rhône) 20 août 2006 Golf bleue vignes escarpées Laetitia Rey 28 ans secrétaire médicale meurtre maquillé accident par son époux José David et Jacky Salle marginal schizophrène.                                                                              |
| 3 juin 2013     | ... à Nice                     | Une fortune qui fait des envieux         | |
| 3 juin 2013     | ... à Nice                     | Le meurtre de monsieur le Comte          | |
| 3 juin 2013     | ... à Nice                     | Le tueur au mixeur                       | 14 novembre 1998 Michel Renard petit voyou tué par Luc Onfray complicité Philippe Rosso célèbre braqueur et Alexandra Martyn. |
| 10 juin 2013    | ... à Strasbourg               | Le tueur se suicide                      | |
| 10 juin 2013    | ... à Strasbourg               | Bourreaux en famille                     | Grand Canal d'Alsace 29 juillet 2008 Sylvie Mutschler 32 ans est noyée et rouée de coups par Gérard Héret 53 ans et proches spécialiste abus faiblesse personnes handicapées mentales ou physiques.                                                                            |
| 10 juin 2013    | ... à Strasbourg               | Qui a tué Monique Tartaret ?             | Strasbourg 2 novembre 2008 bord piste cyclable Monique Tartaret 32 ans est carbonisée par son compagnon Mohamed Bouhalfaya récidiviste. |
| 17 juin 2013    | ... en Alsace                  | Pierrot le fou                           | |
| 17 juin 2013    | ... en Alsace                  | Une mère et sa fille                     | |
| 17 juin 2013    | ... en Alsace                  | Un drame passionnel                      | Mulhouse (Haut-Rhin) 25 août 2009 Ama Bechiri 42 ans étranglé avec fil chargeur téléphone portable par amoureuse Laurence Albus. |
| 24 juin 2013    | ... en Rhône-Alpes             | La secrétaire meurtrière                 | |
| 24 juin 2013    | ... en Rhône-Alpes             | Une lycéenne sans histoire               | Tournon-sur-Rhône (Ardèche) 18 juin 2011 Marie-Jeanne Meyer 17 ans est tuée et calcinée par Anthony Draoui jeune marginal. |
| 24 juin 2013    | ... en Rhône-Alpes             | Mort pour 400 euros                      | Gaillard (Haute-Savoie) septembre 2007 rivière Arve Freddy Liot 25 ans carreleur est tué par Karim Benderradji maçon. |

### Deuxième saison (septembre2013-juin2014)
| Date              | Titre de l'épisode                    | Titres des reportages                 | Détails et informations |
| ----------------- | ------------------------------------- | ------------------------------------- | --- |
| 23 septembre 2013 | ... à Montpellier                     | Amnésie Mortelle                      | rue de Bugarel 30 avril 2011 Philippe Bailleux réveille dans sa baignoire les veines tailladées Annie son épouse tête et jambes enroulées dans un film plastique, le buste scarifié « pute » soirée échangiste                                                                                     |
| 23 septembre 2013 | ... à Montpellier                     | Liaison fatale                        | Béziers (Hérault) 6 octobre 2005 Rachid Mansouri, son ex-femme Marjolaine et son fils Saphir sont tués par Mohammed Chaïb, ami de Marjolaine. |
| 23 septembre 2013 | ... à Montpellier                     | Qui a tué Annie Moneron ?             | 28 février 1993 Annie Monneron préparatrice en pharmacie 29 ans est violée de novembre 1996 à juin 1997, puis tuée. Trois autres viols et une tentative par David Missé Toubé |
| 30 septembre 2013 | ... à Bruxelles                       | Virée à Bruxelles                     | Anderlecht, 31 juillet 2011 avenue d'Itterbeek, Charlotte Antoniewicz 18 ans est étranglée par Nikos Minas et mise dans une valise. |
| 30 septembre 2013 | ... à Bruxelles                       | L'énigme du meurtre de la coiffeuse   | quartier de Berchem Sainte-Agathe, le 7 octobre 2008, Christine Haesevelde 45 ans, coiffeuse, est étouffée et étranglée par Michel Lieben son ex-compagnon. |
| 30 septembre 2013 | ... à Bruxelles                       | Le mystérieux dépeceur de Mons        | |
| 7 octobre 2013    | ... dans l'Hérault                    | Meurtre en famille                    | Lunel, du 14 au 15 décembre 2000, Philippe et Aimée Narré sont torturés puis tués par Cédric Bellec, 19 ans fils de l'ex-compagne de Philippe, et par des complices. |
| 7 octobre 2013    | ... dans l'Hérault                    | Le courage d'une mère                 | Montpellier, le 10 août 2010, Ludmilla, fille de buralistes est tuée poignardée huit fois la bouche scotchée par Ayoub Bouromane, client habituel. |
| 7 octobre 2013    | ... dans l'Hérault                    | Pacte meurtrier                       | Castelnau-le-Lez, le 11 mars 2008, Bernadette Bissonnet est assassinée par son jardinier Méziane Belkacem, meurtre commandité par son époux Jean-Michel avec la complicité du vicomte Amaury d'Harcourt.                                                                                           |
| 14 octobre 2013   | ... en Île-de-France                  | Psychose sur le pont de Neuilly       | |
| 14 octobre 2013   | ... en Île-de-France                  | Qui a tué la danseuse de tango ?      | forêt de Rambouillet le 10 novembre 2006, Nicole Saada, 62 ans, est assassinée et dépecée par son ex-compagnon Christian Ximenes. |
| 14 octobre 2013   | ... en Île-de-France                  | Le tueur affamé                       | Gouvernes (Seine-et-Marne) 16 juin 2009, Deolinda, 70 ans, et Francisco Ferreira, 76 ans retraités, sont tués chez eux à coups de couteau et de marteau par Jean-Christophe Hamel SDF. |
| 21 octobre 2013   | ... à Reims                           | La vengeance d'un frère               | Tinqueux (Marne) avril 2009, Maximilien et Alexis, frères de 17 et 19 ans, sont séquestrés chez eux battus trois jours durant par un jeune couple et un SDF de 42 ans. Le corps du SDF est retrouvé chez eux un mois plus tard.                                                                    |
| 21 octobre 2013   | ... à Reims                           | La folie meurtrière d'un père         | Les Ayvelles (Ardennes), le 18 avril 2009, Florence et sa fille cadette Amélie, 9 ans, sont tuées à coups de sabre par son époux Manuel Teixeira, chef d'équipe de travaux publics dont elle s'est séparée, il refusait le divorce.                                                                |
| 21 octobre 2013   | ... à Reims                           | Qui a tué la collégienne ?            | Le 20 mars 2001, Jennifer Mary, 14 ans, est poignardée de huit coups de couteau chez sa mère Corinne Coutin. |
| 28 octobre 2013   | ... en Belgique                       | Mauvaise rencontre                    | Liège, le 21 août 2010, Alicia Damoiseaux, 16 ans, est tuée par Samuel Weertz chez lui. |
| 28 octobre 2013   | ... en Belgique                       | Le mystérieux meurtre « Manga »       | Schaerbeek, dans la nuit du 11 au 12 septembre 2007, rue Rubens, Sidi Larbi Ezzoubairi est tué et dépecé par Sidi Mohamed Atir, Abdessamad Azmi et Zacharia Benaissa. |
| 28 octobre 2013   | ... en Belgique                       | Un suicide presque parfait            | Fallais août 2007, Isabelle Hody 30 ans a les veines tranchées dans sa baignoire par Bruno Amand, son ex-compagnon, meurtre maquillé en suicide. |
| 4 novembre 2013   | ... en Languedoc-Roussillon           | Meurtre entre voisins                 | Béziers (Hérault), le 8 décembre 2009, Philippe Poullié est mort dans un incendie de nuit la tête recouverte d'un sac plastique soupçon de pédophilie par trois voisins Christelle Roze, Corinne Da Prat et Clément Lauer.                                                                         |
| 4 novembre 2013   | ... en Languedoc-Roussillon           | La maison de l'horreur                | Argeliers (Aude) 2008, Jocelyne 59 ans et Jean-Claude Saint-Aubert, 62 ans, sont assassinés par Jean-Barthélémy « Modeste » Rathqueber et Fouad Sellam, maçons. |
| 4 novembre 2013   | ... en Languedoc-Roussillon           | Les disparues de la gare              | |
| 11 novembre 2013  | ... dans la Marne                     | Qui a tué Laurence ?                  | Saint-Martin-d'Ablois, le 15 juillet 2010, Laurence Dromard, coiffeuse, est tuée le crâne fracassé à coups de batte de baseball par son époux Sylvain, artisan menuisier-plâtrier, et l'ex-maîtresse de celui-ci, Murielle Bonin.                                                                  |
| 11 novembre 2013  | ... dans la Marne                     | Le vieillard meurtrier                | Saint-Gilles, le 7 décembre 2011, Nicole El Dib 82 ans est tuée dans un ruisseau par Marcel Guillot par dépit amoureux. |
| 11 novembre 2013  | ... dans la Marne                     | Amitié mortelle                       | Reims, en 2005, Mohamed Bentouati, sexagénaire, est étranglé chez lui par Abdelkader Saker. |
| 18 novembre 2013  | ... à La Rochelle                     | Le meurtrier de l'île de Ré           | Le Bois-Plage-en-Ré en 2008, Lucienne Nief, 90 ans, est sauvagement assassinée dans son garage par Michel Duplessis, compagnon de sa fille Alyette. |
| 18 novembre 2013  | ... à La Rochelle                     | Quand un meurtre en appelle un autre  | 15 rue de Suède quartier de la Genette, juillet 2011, Charlène, 23 ans aide-soignante, est violée, frappée et étranglée par son ex-mari Yann Bello. En août 1991 à Chavelot (Vosges) au cours d'un cambriolage, Valérie Bechtel, secrétaire de 20 ans, est étranglée.                              |
| 18 novembre 2013  | ... à La Rochelle                     | Les disparus de Lozay                 | Le 6 juin 1995, disparition de Patricia Pernin-Péquet, 36 ans, Yoann, son fils de 12 ans, et sa mère Marcelle Rousseau, 63 ans. Alain Lenestour, compagnon ferrailleur autoritaire et violent, est accusé.                                                                                         |
| 25 novembre 2013  | ... en Poitou-Charentes               | Jalousie mortelle                     | Rochefort (Charente-Maritime) le 4 octobre 2008, meurtre de Jean Tetiot par son ami qui l'héberge, Loïc Journet, maçon, de deux coups de couteau, amant de sa conjointe, Céline Fetis. |
| 25 novembre 2013  | ... en Poitou-Charentes               | Le gendarme et la vieille dame        | Barbezieux (Charente), le 26 juin 2012, meurtre de Claude Tavernier, 83 ans retraitée, dans un incendie perpétré par Matthieu Buelens, ancien gendarme adjoint. |
| 25 novembre 2013  | ... en Poitou-Charentes               | Quand la fête vire au cauchemar       | La Chapelle (Charente) 8 janvier 2009, au cours d'une fête pour la naissance de la 2e fille (Melyn) de Sébastien Courtioux, tailleur de pierre de 32 ans, son ami Wilfried Sagot 29 ans et lui sont abattus par un fusil de chasse par Éric Balsac.                                                |
| 2 décembre 2013   | ... dans la Vienne                    | Qui a tué l'étudiant ?                | Poitiers, le 3 mars 2004, Olivier Fargues, 22 ans étudiant en aérotechnique, après la sortie d'un bar est retrouvé mort dans un sac poubelle. |
| 2 décembre 2013   | ... dans la Vienne                    | Le mystérieux meurtre d'une serveuse  | Saint-Sulpice-de-Royan (Charente-Maritime), le 27 avril 2007 viol et meurtre par incinération de Jennifer Charon, 21 ans, par José Nuno Mendes Abrantes. |
| 2 décembre 2013   | ... dans la Vienne                    | Une nuit d'enfer                      | Jaulnay, le 16 août 2007, dans un chemin de terre, Philippe Reniche, 45 ans, est tué et incinéré par Jason Caillaud et Jimmy Lemaître. |
| 9 décembre 2013   | ... en Champagne-Ardenne              | Où est passée la voisine ?            | Sainte-Savine (Aube), février 2012, Paulette Vadrot, 68 ans, est étranglée, incinérée et démembrée par son époux Patrick. |
| 9 décembre 2013   | ... en Champagne-Ardenne              | Le routard du viol                    | |
| 9 décembre 2013   | ... en Champagne-Ardenne              | L'impensable récidive                 | Sedan (Ardennes), le 23 novembre 2002, Robert Étienne égorge sa 2e épouse Marie-Odile de 73 coups de couteau et le 26 septembre 2011 Brigitte Oudry, sa nouvelle compagne de 52 ans, postière, de 66 coups de couteau.                                                                             |
| 13 janvier 2014   | Spéciale : les disparues de Perpignan | Spéciale : les disparues de Perpignan | |
| 20 janvier 2014   | ... en bord de Méditerranée           | Guet-apens sur Internet               | Dans la Drôme, pendant la nuit du 7 au 8 décembre 2012, Muriel Toniol, 43 ans ancienne stripteaseuse, est étranglée par ex-amant, Didier Ouattara, informaticien. |
| 20 janvier 2014   | ... en bord de Méditerranée           | Les amants terribles                  | Marseille (Bouches-du-Rhône), le 24 mars 2001, assassinat de Dominique Ortiz, 31 ans enceinte, par son compagnon Jean-Claude Douliéry, maçon. À Sanary-sur-Mer dans la nuit du 15 au 16 mars 2005, assassinat de Jean-Pierre Faure avec la complicité de la femme de celui-ci, Béatrice Frustieri. |
| 20 janvier 2014   | ... en bord de Méditerranée           | Qui a tué Ronan ?                     | Saint-Tropez (Var), le 30 novembre 2009, Ronan Maurey, 40 ans cuisinier, est étranglé par Yann Pelé commis de cuisine et Laurent Cordier, chef de cuisine. |
| 27 janvier 2014   | ... en Seine-Maritime                 | Mystérieuse exécution                 | |
| 27 janvier 2014   | ... en Seine-Maritime                 | Qui a tué les époux Roussel ?         | |
| 27 janvier 2014   | ... en Seine-Maritime                 | Meurtre au Tréport                    | Le 13 mai 2006, Colette Riquet, 74 ans restauratrice, à « La ferme du Lou-Coujou » est tuée par son locataire, David Miot. |
| 17 février 2014   | ... en Normandie                      | Le mystérieux docteur Godard          | |
| 17 février 2014   | ... en Normandie                      | Qui a tué Gaëlle ?                    | |
| 17 février 2014   | ... en Normandie                      | Le tueur à l'arbalète                 | Surville (Eure), le 19 mai 2009, incendie Claire Pannequin, institutrice de 36 ans, est tuée par arbalète et coups de hache par son compagnon Laurent Lechevalier, patron d'une auto-école. |
| 24 février 2014   | ... dans la Somme                     | Le serial killer de la Somme          | |
| 24 février 2014   | ... dans la Somme                     | Deux crimes pour un tueur             | |
| 24 février 2014   | ... dans la Somme                     | Chronique d'un drame annoncé          | Ochancourt, le 9 décembre 2007, Isabelle Ferreira, 42 ans, et sa nièce Isabelle Sandrine Létal, 32 ans, sont assassinées par un fusil de chasse par son ancien compagnon, Bruno Mouillard, jaloux.                                                                                                 |
| 3 mars 2014       | ... à Clermont-Ferrand                | Où est passée la petite Fiona ?       | |
| 3 mars 2014       | ... à Clermont-Ferrand                | Meurtre à l'italienne                 | |
| 3 mars 2014       | ... à Clermont-Ferrand                | Le violeur de Clermont-Ferrand        | |
| 10 mars 2014      | ... en Picardie                       | La route de l'effroi                  | |
| 10 mars 2014      | ... en Picardie                       | Où est passée la lycéenne ?           | Laon (Aisne) 19 avril 2012 Sonia Brunbrouck, 17 ans, est assassinée à coups de couteau par Lewis Peschet. |
| 10 mars 2014      | ... en Picardie                       | Pacte meurtrier                       | Choisy-au-Bac (Oise), le 10 novembre 2008, Jean-Luc Lemaire, 31 ans employé à l'hippodrome de Compiègne, est assassiné par son épouse Isabelle et deux amants de celle-ci, Frédéric Ricaux et Alain Lanternier.                                                                                    |
| 17 mars 2014      | ... dans le Centre                    | La tuerie de Tours                    | |
| 17 mars 2014      | ... dans le Centre                    | Le mystérieux meurtre du producteur   | Champhol (Eure-et-Loir) le 6 février 2010, meurtre d'Alain Leleu, 63 ans producteur de spectacle, étranglé avec une ceinture par sa maîtresse Alexandra Nicolas, ex-actrice pornographique. |
| 17 mars 2014      | ... dans le Centre                    | Qui a tué les retraités ?             | Vernou-sur-Brenne (Indre-et-Loire) le 9 août 2004, Marianne Kubala et Robert Drouvin, 84 ans ingénieur GDF retraité, sont assassinés chez eux. |
| 24 mars 2014      | ... en Auvergne                       | L'affaire du petit Antoine            | Issoire (Puy-de-Dôme) le 11 septembre 2008, Antoine Brugerolle de Fraissinette, 6 ans, est déclaré disparu. |
| 24 mars 2014      | ... en Auvergne                       | Le père de famille empoisonné         | Dompierre-sur-Besbre (Allier) mars 2009, dans un coffre de voiture, Didier Lacote, 51 ans, est retrouvé brûlé, coupé en deux, après avoir été empoisonné par de l'atropine, destiné à soigner sa maladie des yeux.                                                                                 |
| 24 mars 2014      | ... en Auvergne                       | Vengeance mortelle                    | Clermont-Ferrand (Puy-de-Dôme) le 8 septembre 2010, assassinat de Ludovic Maltrait chez lui par David et Nora De Jesus ; il a été violé, frappé, étranglé et enroulé dans une couette et une bâche, puis jeté dans un fossé au bord de la route à Saint-Yvoine.                                    |
| 31 mars 2014      | ... à Orléans                         | Le meurtre du major                   | |
| 31 mars 2014      | ... à Orléans                         | Mystérieuse exécution                 | La Chapelle-Saint-Mesmin (Loiret) le 3 décembre 2004, enlèvement et assassinat de Muriel Reigada, 33 ans secrétaire à l'agence de l'eau, étouffée et enterrée par Mohamed Bouaja dit « André Bouget » et Irinel Liteanu, de nationalité roumaine.                                                  |
| 31 mars 2014      | ... à Orléans                         | Le combat d'un père                   | Nargis (Loiret) le 23 juillet 1995, Michel Dufois, 22 ans, après un mariage est retrouvé dans le canal du Loing, décapité. |
| 7 avril 2014      | ... en Bourgogne                      | Qui a tué Christelle ?                | |
| 7 avril 2014      | ... en Bourgogne                      | Le tueur somnambule                   | Cluny (Saône-et-Loire) le 3 octobre 2008, Sabine Piard, 53 ans, est poignardée par son compagnon Patrick Massin. |
| 7 avril 2014      | ... en Bourgogne                      | Rendez-vous mortel                    | Thorey (Yonne) le 22 mars 1999, assassinat de Dominique Têtu, 42 ans ouvrier verrier, de deux coups fusil de chasse par son ancienne amante Paule C. et son époux ; son cadavre est jeté dans la Saône.                                                                                            |
| 14 avril 2014     | ... à Dijon                           | Mystérieux incendie                   | Fontaine-lès-Dijon (Côte-d'Or) le 28 janvier 2010, Géraldine Page, 35 ans caissière, est étranglée et asphyxiée par Alain Ranaivosoa, conducteur de bus. |
| 14 avril 2014     | ... à Dijon                           | Qui a tué la femme du maire ?         | |
| 14 avril 2014     | ... à Dijon                           | La cavale du père de famille          | rue de la Prévôté 21 décembre 1996, assassinat de Sandrine Jacobin, 27 ans, par son époux Nicolas qui blesse leur fils Brice. |
| 21 avril 2014     | ... en famille                        | L'enfant du lac                       | Rediffusion du 1er reportage de l'épisode ... en Pays de Loire |
| 21 avril 2014     | ... en famille                        | Où est la mère des sept enfants ?     | Rediffusion du 1er reportage de l'épisode ... en Bretagne |
| 21 avril 2014     | ... en famille                        | Un beau-père meurtrier                | Rediffusion du 3e reportage de l'épisode ... à Paris |
| 21 avril 2014     | ... en famille                        | Le calvaire de Typhaine               | Rediffusion du 1er reportage de l'épisode ... à Lille |
| 12 mai 2014       | Spéciale police scientifique          | Le crime presque parfait              | |
| 12 mai 2014       | Spéciale police scientifique          | Qui a tué Sarah et Saïda ?            | |
| 12 mai 2014       | Spéciale police scientifique          | Innocenté grâce à l'ADN               | Mulhouse (Haut-Rhin), le 30 novembre 2002, Sabine Darmoise, 39 ans, est dépecée dans plusieurs sacs poubelles, et ses restes jetés dans un terrain vague. |
| 19 mai 2014       | ... en Haute-Savoie                   | Un meurtrier dans le village          | |
| 19 mai 2014       | ... en Haute-Savoie                   | La tuerie du Grand-Bornand            | |
| 19 mai 2014       | ... en Haute-Savoie                   | Qui a tué Magalie ?                   | |
| 26 mai 2014       | ... chez les millionnaires            | L'exécution d'un roi de la finance    | |
| 26 mai 2014       | ... chez les millionnaires            | Rencontre mortelle au casino          | |
| 26 mai 2014       | ... chez les millionnaires            | Qui a tué la riche héritière ?        | Suzanne Barou de la Lombardière de Canson, héritière des papiers Canson, est séquestrée, affamée et maltraitée par Joëlle Pesnel, artiste peintre et Robert Boissonnet, avocat. |
| 2 juin 2014       | ... dans les Alpes                    | Horreur en classe de neige            | Albiez-Montrond (Savoie) au centre de vacances « la pierre aux fées » dans la nuit du 19 au 20 mars 1998, Ludivine, 11 ans et demi, est étranglée par Laurent Gasse, cuisinier. |
| 2 juin 2014       | ... dans les Alpes                    | La veuve noire de l'Isère             | |
| 2 juin 2014       | ... dans les Alpes                    | Macabre soirée                        | Gap (Hautes-Alpes) le 26 août 2010, un homme blessé et homme égorgé et éviscéré sur fauteuil. |
| 9 juin 2014       | ... en Franche-Comté                  | Liaison fatale                        | La Rivière-Drugeon (Doubs) le 15 août 2013, Aurélia Varlet, 32 ans, est abattue de deux balles par son ex-compagnon, Didier Grosjean 53 ans, qui se suicide. |
| 9 juin 2014       | ... en Franche-Comté                  | Mortelle trahison                     | Arc-lès-Gray (Haute-Saône) le 1er février 2009, Daniel Guenot, chauffagiste de 57 ans, est étranglé par son ami Philippe Muzard. |
| 9 juin 2014       | ... en Franche-Comté                  | Le meurtre de la réceptionniste       | Luxeuil-les-Bains (Haute-Saône) le 8 février 2009, dans la forêt, Christine Mathieu, 20 ans réceptionniste, est retrouvée morte asphyxiée la tête dans la boue. Elle a été tuée par Yunis Merizak, ancien conducteur d'autocar.                                                                    |
| 16 juin 2014      | ... à Belfort                         | L'appel du crime                      | Lebetain le 25 septembre 2000, Olivier Grimler, 43 ans, et son épouse Catherine, 38 ans, bouchers, sont poignardés par leur fils Vincent. |
| 16 juin 2014      | ... à Belfort                         | L'associé meurtrier                   | Audincourt (Doubs) le 22 octobre 2008, après un accrochage à un rond-point, Philippe Courtois, 38 ans, est tué à coups de barre de fer par son ancien associé, René Wetzel, chef d'entreprise. |
| 16 juin 2014      | ... à Belfort                         | Qui a tué l'étudiant ?                | Cravanche le 4 juillet 1994, à Bois-Joli, Stéphane Dieterich, 24 ans étudiant, est poignardé de onze coups de couteaux par son ami Christophe Blind. |

### Troisième saison (septembre2014-juin2015)
| Date              | Titre de l'épisode                                | Titres des reportages                             | Détails et informations |
| ----------------- | ------------------------------------------------- | ------------------------------------------------- | --- |
| 22 septembre 2014 | Spécial : Un coupable en liberté ?                | Spécial : Un coupable en liberté ?                | |
| 29 septembre 2014 | ... sur la côte Atlantique                        | Vacances mortelles                                | |
| 29 septembre 2014 | ... sur la côte Atlantique                        | L'attentat de la Baule                            | la Baule (Loire-Atlantique) 24 novembre 2000 SICAPG Jacques Leparoux tué par bombe artisanale fabriquée par Philippe Rivet 10 février 2001 forêt de Marly assassine Jean-François "Jeff" Hili 40 ans témoin |
| 29 septembre 2014 | ... sur la côte Atlantique                        | Rivalité mortelle                                 | Quimper (Finistère) 26 janvier 2011 Maïwenn Le Fur 24 ans poignardée 63 coups de couteau par sa belle-sœur Elcyanne Do Carmo Silva brésilienne |
| 6 octobre 2014    | ... à Thionville                                  | Le bunker de l'horreur                            | berges de la Moselle blockhaus 1er juin 1998 viol et meurtre d'Adrien 12 ans par Alex Din et Nicolas Hennetier |
| 6 octobre 2014    | ... à Thionville                                  | L'étrange disparition de Raphaël                  | 15 décembre 2006 Raphaël Lomoro 47 ans est abattu et incinéré par son épouse Simone et sa fille Sandie. |
| 6 octobre 2014    | ... à Thionville                                  | Qui a tué Madeleine ?                             | Semécourt (Moselle) 3 septembre 2001 Madeleine Strauch 75 ans asphyxiée incendie maison par Gilles Fruminet récidiviste |
| 13 octobre 2014   | ... en Aquitaine                                  | Macabre mise en scène                             | Castillon-la-Bataille (Gironde) 18 avril 2006 Suzanne Fragues 48 ans poignardée « La première est... » au feutre sur son dos par Jérôme Dubois |
| 13 octobre 2014   | ... en Aquitaine                                  | Match mortel                                      | Tartas (Landes) 3 juillet 2003 Alexandre Lagardère 25 ans instituteur mort accident voiture empoisonné au Témesta (anxiolytique) par Christophe Fauviau |
| 13 octobre 2014   | ... en Aquitaine                                  | Qui a tué Annie ?                                 | Grignols (Gironde) nuit du 28 au 29 janvier 2005 lieu-dit Broust Claude Dulau abat son épouse chez eux balle dans tête |
| 20 octobre 2014   | ... dans les Pyrénées                             | Vengeance au village                              | Rivesaltes (Pyrénées-Orientales) 20 juillet 2010 Jean-Charles Messmer 63 ans médecin anesthésiste-réanimateur abattu par Jean Bastouïll beau-père |
| 20 octobre 2014   | ... dans les Pyrénées                             | Rumeur mortelle                                   | Porta (Pyrénées-Orientales) 20 février 2011 Jean-Marc Olias 43 ans employé à la sécurité du tunnel de Puymorens abattu fusil de chasse par sa compagne Françoise Rousé ancienne première adjointe nombreux amants |
| 20 octobre 2014   | ... dans les Pyrénées                             | Le calvaire de l'octogénaire                      | Tarbes (Hautes-Pyrénées) 21 juin 2010 Colette Tanguy 81 ans tuée chez elle par Jérémy Priour |
| 27 octobre 2014   | ... sur le lac Léman                              | Jalousie mortelle                                 | banlieue Genève 18 décembre 1988 lac Léman sous ponton de la Pointe-à-la-Bise Adèle Nicolo 18 ans assistante dentaire nue dans sac de marin tuée par Thérèse M. épouse Daniel dentiste |
| 27 octobre 2014   | ... sur le lac Léman                              | Le combat d'un père                               | Annemasse (Haute-Savoie) 6 août 2011 terrain vague Grégory Mercier 34 ans libraire exécuté balle tête |
| 27 octobre 2014   | ... sur le lac Léman                              | Double meurtre à Noël                             | Vevey 4 janvier 2006 villa des Ruettes sous-sol Marina Studer et Ruth Légeret tuée par son fils adoptif François |
| 3 novembre 2014   | Spéciale Francis Heaulme                          | Spéciale Francis Heaulme                          | |
| 10 novembre 2014  | ... en Suisse                                     | Le calvaire de l'auto-stoppeuse                   | Tavannes (Jura bernois) 20 décembre 1990 Brigitte Didier 18 ans aide pharmacienne violée poignardée par Patrick B. |
| 10 novembre 2014  | ... en Suisse                                     | Macabre mise en scène                             | Fribourg 11 janvier 1999 Philippe et Otto abattus par Carlos dans béton dans 2 barils dans lac de Lungern (canton d'Obwald) avec complicité Victor et Bernard |
| 10 novembre 2014  | ... en Suisse                                     | Qui a tué l'armurier ?                            | Genève 2 avril 2002 armurerie quartier des Eaux-Vives Louis Dumollard 82 ans armurier tué coups tournevis dans thorax 29 juin étudiant allemand 24 ans enlevé séquestré par ukrainien et lituanien |
| 17 novembre 2014  | Spécial sexe et abus de faiblesse                 | Terreur sur le court de tennis                    | |
| 17 novembre 2014  | Spécial sexe et abus de faiblesse                 | Le violeur en blouse blanche                      | Reims (Marne) 2005 Marie 43 ans sexuellement abusée par André Hazout gynécologue 20 ans plus tôt |
| 17 novembre 2014  | Spécial sexe et abus de faiblesse                 | Le gourou est une femme                           | Lisieux (Calvados) secte Françoise Dercle ancienne professeure d'anglais « déesse de la beauté » « Parc d'accueil » « Torrent de vie » « mêlées célestes » |
| 24 novembre 2014  | ... dans le Béarn                                 | Le calvaire d'Alexandre                           | |
| 24 novembre 2014  | ... dans le Béarn                                 | Funeste secret de famille                         | 23 septembre 1998 Thierry Bielle-Bidalot 34 ans tué coups marteau par ex-beau-père Pierre Soum |
| 24 novembre 2014  | ... dans le Béarn                                 | Le mystérieux meurtre de Margot                   | Eysus (Pyrénées-Atlantiques) 12 novembre 2001 Marguerite « Margot » Lagrave 78 ans égorgée par Daniel Trey complicité ex-femme Karine Barboure |
| 1er décembre 2014 | Spécial prédateurs sexuels                        | Le supplice de la joggeuse                        | Suresnes (Hauts-de-Seine) 20 mai 2004 parc mont Valérien viol de Sylvia Peromingo par Alain Penin Marcq-en-Barœul (Nord) 5 septembre 2010 Natacha Mougel cadre comptable 29 ans enlevée tentative de viol tuée coups tournevis cruciforme |
| 1er décembre 2014 | Spécial prédateurs sexuels                        | Le prédateur en cavale                            | |
| 1er décembre 2014 | Spécial prédateurs sexuels                        | Viols en série à Marseille                        | |
| 22 décembre 2014  | ... à Noël                                        | Étrange disparition de Noël                       | Boissy-St-Léger (Val-de-Marne) 25 décembre 2003 Aldo alcoolique empoisonné par épouse Marie-France étranglé par son fils Stefano avec câbles de magnétoscope enterré avec aide autre fils Christophe |
| 22 décembre 2014  | ... à Noël                                        | Réveillon mortel                                  | Montpellier 1er janvier 2011 Léa Urbani 17 ans violée étouffée par Gérald Seureau drogué fasciné par nazisme |
| 22 décembre 2014  | ... à Noël                                        | Le mystère de Rayssac                             | |
| 5 janvier 2015    | Spéciale meurtres mystérieux                      | Nuit sanglante au Mans                            | |
| 5 janvier 2015    | Spéciale meurtres mystérieux                      | Meurtre sans mobile                               | Lisle (Dordogne) 1er septembre 1998 Michèle « Miquette » Gillet terrasse sa maison crâne fracassé strangulation |
| 5 janvier 2015    | Spéciale meurtres mystérieux                      | Mystérieuse exécution                             | |
| 12 janvier 2015   | ... dans le Nord                                  | Course contre la mort ?                           | |
| 12 janvier 2015   | ... dans le Nord                                  | Mauvaise rencontre                                | Caudry 4 juillet 2009 Fanny Renquet 17 ans nue étranglée violée par Arnaud Degage |
| 12 janvier 2015   | ... dans le Nord                                  | Qui a tué la rhumatologue ?                       | |
| 19 janvier 2015   | ... dans les villages du sud-est                  | Le meurtre du berger                              | Castellar (Alpes-Maritimes) 17 août 1991 piste de Saint Bernard 6 heures matin Pierre Leschiera 33 ans berger abattu sur sa moto décharge fusil de chasse dans dos achevé tête |
| 19 janvier 2015   | ... dans les villages du sud-est                  | Un tueur dans le village                          | Eyguières (Bouches-du-Rhône) 6 mai 2006 Madison 5 ans et demi asphyxiée par Julien Carillo ouvrier sidérurgiste |
| 19 janvier 2015   | ... dans les villages du sud-est                  | Vengeance en rase campagne                        | Grignan (Drôme) 20 décembre 2010 Ernest Pardo voleur de truffes abattu fusil à pompe par Laurent Rambaud |
| 26 janvier 2015   | Spécial parents meurtriers                        | La fillette de Berck                              | |
| 26 janvier 2015   | Spécial parents meurtriers                        | Quintuple infanticide                             | |
| 26 janvier 2015   | Spécial parents meurtriers                        | L'affaire Loan                                    | Chénérailles (Creuse) 27 août 2014 Loan 4 mois tué enterré par ses parents |
| 2 février 2015    | ... dans le Limousin                              | Qui a tué la reine de la nuit ?                   | Couzeix (Haute Vienne) 25 juillet 2013 Laurent Mallet coiffeur à domicile « Mylène » travesti 42 ans tué chez lui coups marteau par amant Petar Yordanov Yankov bulgare |
| 2 février 2015    | ... dans le Limousin                              | La voiture de l'horreur                           | La Souterraine (Creuse) février 2009 Martine Batoux battue à mort par époux Christophe Gabelle alcooliques retrouvée dans coffre voiture incendie appartement |
| 2 février 2015    | ... dans le Limousin                              | Passion destructrice                              | Limoges 19 mai 2008 Kathy Kozlowski 35 ans serveuse poignardée 33 fois dans la rue par ex-compagnon Gilles Bellion |
| 9 février 2015    | Spécial « les disparues de l'A6 »                 | Spécial « les disparues de l'A6 »                 | |
| 16 février 2015   | ... au bord de la Manche                          | Carnage à Berck                                   | rue de l'Impératrice nuit 19 au 20 septembre 2006 appartement incendie Valérie Trouillet 39 ans employée hôpital et fille Harmony violées torturées tuées par Stéphane Graux |
| 16 février 2015   | ... au bord de la Manche                          | Rivalité mortelle                                 | |
| 16 février 2015   | ... au bord de la Manche                          | Nuit d'horreur au Crotoy                          | nuit 4 au 5 juillet 2009 Patrick Lamy 57 ans riche agent immobilier écrasé par Carole sa femme en 4x4 |
| 23 février 2015   | ... en Corse                                      | Tuerie familiale                                  | Agosta nuit du 11 au 12 août 2009 Patrice 45 ans et Nadine 46 ans F. et fils jumeaux Liam et Duane 10 ans abattus fusil de chasse par fils Andy |
| 23 février 2015   | ... en Corse                                      | Tragédie corse                                    | 24 janvier 2005 Corte assissinat Joseph Vincensini patron boîte de nuit l’Oasis décapité par Xavier Luciani patron restaurant l’Échiquier aidé de compagne Nathalie Battesti serveuse dans son restaurant son neveu Sébastien Giudicelli Joseph Sabiani toxicomane Dominique Pasqualaggi terroriste indépendantiste professeur d’archéologie |
| 23 février 2015   | ... en Corse                                      | Le mystère de Corrano                             | septembre 2009 Franck Massarotto 45 ans entrepreneur tué par son fils Anthony |
| 2 mars 2015       | Spéciale stations balnéaires                      | Les amants diaboliques                            | 10 mai 1995 route Haute Corse accident voiture Marc Von Beers homme d'affaires Bruxelles 36 ans assassiné par nouvelle épouse Aurore Martin et son amant Peter Uwe Schmitt |
| 2 mars 2015       | Spéciale stations balnéaires                      | Le meurtre du brocanteur                          | Ondres (Landes) janvier 1998 Sylvie Moreau 36 ans institutrice et Guy Renouf 53 ans brocanteur ancien instituteur assassinés par Jean-Étienne Subercaze |
| 2 mars 2015       | Spéciale stations balnéaires                      | Amitié mortelle                                   | Carnon-Plage (Hérault) mai 2010 Denis Respaut 45 ans huissier tribunal correctionnel Montpellier tué par Frantisek Skrecek |
| 9 mars 2015       | ... en région PACA,                               | Qui a tué « Super Mamie » ?                       | Avignon 7 janvier 2002 Marie-Andrée Fesquet 69 ans 1998 élue super mamie Provence-Alpes-Côte d'Azur violée torturée cambriolage Jamel Boumajan et Naïm Sassi |
| 9 mars 2015       | ... en région PACA,                               | Le calvaire du petit Nathan                       | Sisteron (Alpes-de-Haute-Provence) août 2006 Nathan Maertens 3 ans battu à mort par son père Emmanuel et compagne Nathalie Dahon |
| 9 mars 2015       | ... en région PACA,                               | Jalousie mortelle                                 | |
| 23 mars 2015      | Spéciale ados tueurs                              | Scénario diabolique                               | Gournay-sur-Marne (Seine-Saint-Denis) 3 mars 1996 Abdeladim Gahbiche 16 ans tué 39 coups couteaux par Sébastien et sa compagne Véronique |
| 23 mars 2015      | Spéciale ados tueurs                              | Guet-apens entre ados                             | Etouvans (Doubs) 10 janvier 2012 un bois Maxime Roussel 14 ans poignardé incinéré par un ami de 17 ans |
| 23 mars 2015      | Spéciale ados tueurs                              | Le parc de l'horreur                              | Woluwe-Saint-Lambert (Belgique) 14 janvier 2011 parc Georges Henri Kevin Marichal 29 ans frappé par Viktor P. puis poignardé par Arsène M. moldave mineurs alcoolisés |
| 30 mars 2015      | ... à la frontière italienne                      | Meurtre sur le Rocher                             | |
| 30 mars 2015      | ... à la frontière italienne                      | La bergerie de l'horreur                          | Jausiers (Alpes-de-Haute-Provence) octobre 1994 Jean-Émile Rebattu berger mort. |
| 30 mars 2015      | ... à la frontière italienne                      | L'infanticide d'Albertville                       | 2001 à 2006 3 bébés congelés Virginie Labrosse ex-employée municipale déni de grossesse |
| 6 avril 2015      | Spécial : ils ont récidivé                        | Karine, 8 ans                                     | |
| 6 avril 2015      | Spécial : ils ont récidivé                        | Le moniteur                                       | Roquefort-les-Pins (Alpes-Maritimes) 24 aout 2010 19 viols et agressions sexuelles sur mineurs par Aurélien Jarrier ancien directeur de centre de vacances ex-ambulancier |
| 6 avril 2015      | Spécial : ils ont récidivé                        | Isabelle, Audrey, Peggy et Amélie                 | |
| 13 avril 2015     | ... dans la vallée du Rhône                       | La caserne de l'horreur                           | |
| 13 avril 2015     | ... dans la vallée du Rhône                       | L'infanticide de la Saint-Valentin                | Roche-la-Molière (Loire) 14 février 2012 Aline Moléro 30 ans tue son fils Amélio, 6 mois, de 13 coups de couteau. |
| 13 avril 2015     | ... dans la vallée du Rhône                       | Le tueur des gites                                | |
| 27 avril 2015     | Spécial : ils ont fait trembler la France         | Guy Georges : une traque interminable             | |
| 27 avril 2015     | Spécial : ils ont fait trembler la France         | Émile Louis : le boucher de l'Yonne               | |
| 11 mai 2015       | ... en bord de Loire                              | La cavale du meurtrier de Sophie                  | 13 novembre 2004 17 ans violée banlieue Nantes 7 avril 2007 Sophie Gravaud 23 ans vendeuse enlevée séquestrée tentative viol étranglée sa voiture incendiée par Ramiz Iseni Bosniaque |
| 11 mai 2015       | ... en bord de Loire                              | Le meurtre du bar tabac                           | Guilly (Loiret) 12 novembre 2006 épicerie bar tabac Annick Loiseau veuve 51 ans ligotée frappée dévalisée par Manuela Mai Da Silva et Mickaël Lenoir serrurier-métallier |
| 11 mai 2015       | ... en bord de Loire                              | Le violeur au scooter                             | banlieue Tours 24 mars 2002 joggeuse 24 ans agressée sexuellement avril Samira 28 ans enseignante violée Joué-lès-Tours 25 novembre 2002 Jennifer Dion 15 ans violée martyrisée coups de machette par Patrick Ghiliazza magasinier |
| 18 mai 2015       | ... à Poitiers                                    | Meurtre au sabre                                  | Neuville-de-Poitou (Vienne) 12 juillet 2010 Bruno Usselmann tué 10 coups de katana fils Dylan chez sa famille d'accueil prend otage une automobiliste |
| 18 mai 2015       | ... à Poitiers                                    | Rencontre mortelle sur la Toile                   | la Roche-sur-Yon (Vendée) 29 octobre 2007 Corinne Merlet 23 ans vendeuse étranglée violée chez elle par Olivier Yacé |
| 18 mai 2015       | ... à Poitiers                                    | Qui a tué Stéphane ?                              | La Rochefoucauld (Charente) bois 19 juin 2012 Stéphane « Babane » Conan abattu par Christian Rouffet ancien restaurateur |
| 19 mai 2015       | ... dans le lyonnais                              | Jeux dangereux                                    | Chaponost (Rhône) 28 août 2004 restaurateur Patrice Genin 45 ans abattu dans la tête dans la chambre par sa seconde épouse Géraldine ancienne employée |
| 19 mai 2015       | ... dans le lyonnais                              | Meurtre en eaux troubles                          | L'Arbresle (Rhône) 28 avril 2008 Jean-Paul Drillard 52 ans drogué noyé dans sa voiture par compagne Geneviève Bertry |
| 19 mai 2015       | ... dans le lyonnais                              | Amitié mortelle                                   | Sablons (Isère) 2 mai 2013 Fabian « Léo » Ristic 14 ans origine serbe égorgé jeté dans le Rhône par Anthony B., Marine et Yanis V. boulanger-pâtissier |
| 25 mai 2015       | Tueur en série : les secrets de l'adjudant Chanal | Tueur en série : les secrets de l'adjudant Chanal | |
| 1er juin 2015     | ... à Angers                                      | Le réseau pédophile d'Angers                      | |
| 1er juin 2015     | ... à Angers                                      | La disparue de Vritz                              | |
| 8 juin 2015       | ... en direct                                     | Qui a tué le jeune Stéphane ?                     | Rediffusion du 3e reportage de l'épisode ... à Belfort |
| 8 juin 2015       | ... en direct                                     | Le meurtre mystérieux de Gaëlle,                  | Rediffusion du 2e reportage de l'épisode ... en Normandie |

### Quatrième saison (septembre2015-juin2016)
| Date              | Titre de l'épisode                                         | Titres des reportages                                      | Détails et informations |
| ----------------- | ---------------------------------------------------------- | ---------------------------------------------------------- | --- |
| 31 août 2015      | ... dans le Poitou                                         | L'homme au double visage                                   | |
| 31 août 2015      | ... dans le Poitou                                         | Le coupable idéal                                          | Châtellerault (Indre) 6 octobre 2008 Rachelle Escutenaire 27 ans animatrice webradio est tuée dans son appartement à coups de cendrier par son ex-compagnon Ludovic Lavieille maçon.                                                                            |
| 31 août 2015      | ... dans le Poitou                                         | Le calvaire d'Angèle                                       | Saint-Georges-de-Pointindoux (Vendée) septembre 2014 Angèle 4 ans est brûlée, frappée, mordue, torturée et étranglée par sa mère et son compagnon. |
| 7 septembre 2015  | Spéciale femmes tueuses                                    | La grand-mère aux deux visages                             | Livry-Gargan (Seine-Saint-Denis) 4 avril 1998 Roger Guilbert 66 ans contremaître retraité est tué à coups de hachette par son épouse Jeannine pour toucher son assurance vie.                                                                                   |
| 7 septembre 2015  | Spéciale femmes tueuses                                    | Séduction mortelle                                         | Woippy (Moselle) 28 mai 2009 étang des Vieilles eaux Serge Martz 44 ans est assassiné par Jérémie Zimmer agent de sécurité amant de son ex-compagne Cindy Senocq organisatrice guet-apens avec la complicité son frère Mickaël.                                 |
| 7 septembre 2015  | Spéciale femmes tueuses                                    | La voisine meurtrière                                      | Clichy-la-Garenne (Hauts-de-Seine) été 2008 Boudjema Ouareth 77 ans est drogué, poignardé et dépecé par sa voisine Zohra Magnin. Octobre 2008 elle récidive sur un autre voisin Robert Guyonnet 60 ans gardien d'immeuble retraité.                             |
| 14 septembre 2015 | ... au bord de la Meuse,                                   | Les empoisonneurs                                          | Waremme (Belgique) 5 novembre 2003 Henri Vanhaeren 76 ans est drogué et étouffé par sa compagne Georgette Jonckers, son fils Pascal Gillot et Nathalie Van Kessel compagne de Pascal.                                                                           |
| 14 septembre 2015 | ... au bord de la Meuse,                                   | Voisinage mortel                                           | Maubert-Fontaine (Ardennes) 18 juillet 2011 Josette Choisy 69 ans est brûlée vive avec son chien dans sa maison par sa voisine Michèle Lefort. |
| 14 septembre 2015 | ... au bord de la Meuse,                                   | Le meurtre du boulanger                                    | 16 juin 2010 canal de Hauconcourt Hasan Yilmaz 60 ans est abattu de 4 balles. Jezainville (Meurthe-et-Moselle) 26 juillet 2011 Laurent Royer diabétique ancien boulanger à Nancy est abattu 2 balles par Turgay Firik. Turgay enterre Laurent dans son terrain. |
| 21 septembre 2015 | ... en Alsace-Lorraine                                     | Le tueur des frontières                                    | |
| 21 septembre 2015 | ... en Alsace-Lorraine                                     | Dispute mortelle                                           | Rancourt-sur-Ornain (Meuse) 28 août 1999 Yvon Regnault 65 ans ouvrier agricole est dépecé par son épouse Josiane. |
| 21 septembre 2015 | ... en Alsace-Lorraine                                     | Un crime presque parfait                                   | Thann (Haut-Rhin) nuit du 9 au 10 octobre 2001 Gabrielle Labrell 64 ans meurt à l'hopital son époux Pierre 66 ans commercial retraité meurt 3 jours après empoisonnés à l'arsenic par leur fils Arnaud.                                                         |
| 28 septembre 2015 | ... en direct L'appel des familles - Les disparues de l'A6 | ... en direct L'appel des familles - Les disparues de l'A6 | Rediffusion |
| 12 octobre 2015   | ... dans le Massif central                                 | Rendez-vous mortel                                         | Aumont-Aubrac (Lozère) 28 septembre 2011 Jean-Philippe Boussuge est poignardé chez lui par Xavier Mouton. Xavier vole la voiture de Philippe. |
| 12 octobre 2015   | ... dans le Massif central                                 | Trio fatal                                                 | Saint-Just-Saint-Rambert (Loire) 3 août 2002 Sylvain Betrix 22 ans boulanger est abattu dans sa boutique par Magali Rossi avec la complicité de ses compagnes Anne-Sophie Royol et Émilie Després.                                                              |
| 12 octobre 2015   | ... dans le Massif central                                 | Le meurtre de l'Anglaise                                   | Vabre-Tizac (Aveyron) 22 août 2012 Patricia Wilson est tuée chez elle par son amant Jean-Louis Cayrou jardinier. |
| 19 octobre 2015   | ... dans le Puy-de-Dôme                                    | Un père en cavale                                          | 15 février 2014 Yanis 3 ans est tué sur son lit dans la chambre par son père Stéphane Vernier. Stéphane s'enfuit à vélo et vole une voiture. |
| 19 octobre 2015   | ... dans le Puy-de-Dôme                                    | Le disparu de Gerzat                                       | Gerzat 11 avril 2014 Laurent Journiac 46 ans es retrouvé mort nu dans le coffre de sa voiture à Clermont-Ferrand. |
| 19 octobre 2015   | ... dans le Puy-de-Dôme                                    | Le mystère du cadavre découpé                              | Cournon-d'Auvergne 19 septembre 2009 Régine Mazurais 44 ans marginale est tuée et dépecée par son compagnon Laurent Ferrer. |
| 26 octobre 2015   | ... en direct L'appel des familles                         | La jeune mariée assassinée                                 | Rediffusion du 3e reportage de l'épisode ... en Haute-Savoie |
| 26 octobre 2015   | ... en direct L'appel des familles                         | Le mystérieux meurtre de Jonathan                          | Auxonne (Côte-d'Or) 14 avril 2007 4 rue de la paix Jonathan Vantillard 18 ans handicapé est battu à mort. |
| 9 novembre 2015   | ... en bord de Seine                                       | La millionnaire suicidée                                   | |
| 9 novembre 2015   | ... en bord de Seine                                       | Nuit d'horreur au château                                  | Montaulin (Aube) 27 juillet 2003 Jean-Claude Boutiton 52 ans est torturé, sa compagne Fatira Sbaghi marocaine est frappée et étranglée par 6 cambrioleurs dont Aklan Ramazan d'origine turque.                                                                  |
| 9 novembre 2015   | ... en bord de Seine                                       | Un homme au-dessus de tout soupçon                         | Calleville (Eure) 16 août 2009 Josiane Desteuque 49 ans employée à la mairie de Brionne est étranglée par son compagnon Luc Rabain guichetier à la SNCF. |
| 16 novembre 2015  | ... dans le Tarn-et-Garonne                                | Rattrapé par son ADN                                       | Montauban 3 décembre 2001 France Boucher 86 ans est violée, poignardée et étranglée chez elle par Steve Durand apprenti plombier. |
| 16 novembre 2015  | ... dans le Tarn-et-Garonne                                | Course contre la montre                                    | |
| 16 novembre 2015  | ... dans le Tarn-et-Garonne                                | Meurtre en famille                                         | Couffouleux (Tarn) 12 juin 2009 rue du Paradis Renée Petit veuve 85 ans est frappée et brûlée chez elle par son petit-fils Aurélien Masclef sans-profession. |
| 23 novembre 2015  | ... dans les villages occitans                             | La tuerie d'Huos                                           | |
| 23 novembre 2015  | ... dans les villages occitans                             | Le mystère du meurtre de Gilberte                          | Barcelonne-du-Gers (Gers) 1er octobre 2009 Gilberte Sapène 79 ans abattue de 2 coups fusil de chasse dans le dos par son fils cadet Jean-Louis. |
| 23 novembre 2015  | ... dans les villages occitans                             | Le dîner de la mort                                        | Montayral (Lot-et-Garonne) 22 janvier 2003 Guy Chavernac 40 ans magasinier est abattu et incinéré par sa maîtresse Simone Cambou infirmière aidée par son fils.                                                                                                 |
| 30 novembre 2015  | ... en direct : Mon enfant a disparu                       | Qui a vu le jeune Lucas ?                                  | |
| 30 novembre 2015  | ... en direct : Mon enfant a disparu                       | Où est passée la belle Marie-Hélène ?                      | |
| 28 décembre 2015  | Ces affaires qui ont marqué 2015                           | Le meurtre de la petite Chloé                              | |
| 28 décembre 2015  | Ces affaires qui ont marqué 2015                           | L'exécution du patron                                      | |
| 28 décembre 2015  | Ces affaires qui ont marqué 2015                           | Le procès de l'horreur                                     | Val-d'Oise nuit du 7 au 8 avril 2012 Maeva Rousseau 23 ans est tuée à coups de batte de baseball par Alain Berruet. |
| 4 janvier 2016    | Janvier 2015, la France tremble                            | Janvier 2015, la France tremble                            | |
| 11 janvier 2016   | ... en direct L'appel des familles                         | Qui a poignardé la jeune mariée ?                          | Bénestroff (Moselle) 9 mars 1991 Michèle Even 25 ans est égorgée chez elle de 51 coups de couteau. |
| 11 janvier 2016   | ... en direct L'appel des familles                         | titre ?                                                    | Puymoyen (Charente) 4 décembre 1998 route de la vallée des Eaux-Claires Francesca « Paquita » Parra-Palmero 30 ans est calcinée dans sa voiture. |
| 18 janvier 2016   | ... dans les villages de montagne                          | Le gang des bikers                                         | Grasse (Alpes-Maritimes) 16 décembre 2012 près d'Isola 2000 Mayeul 19 ans assassiné et enterré par 3 amis tentent enterrer vivante petite amie Manuela. |
| 18 janvier 2016   | ... dans les villages de montagne                          | La mystérieuse disparition de Rosalie                      | Polminhac (Cantal) 17 décembre 2010 dans un bois Rosalie Blanquet 73 ans dans sa voiture calcinée par compagnon sa petite-fille, camouflé en suicide. |
| 18 janvier 2016   | ... dans les villages de montagne                          | Une fête qui tourne mal                                    | Barcelonnette (Alpes-de-Haute-Provence) 18 juin 2010 rue Mercière Philippe Salaün tué 14 coups de couteau chez lui par Pascal Arif 48 ans et fils Robin 20 ans.                                                                                                 |
| 25 janvier 2016   | ... à Grenoble                                             | Les disparus de l'Isère                                    | |
| 25 janvier 2016   | ... à Grenoble                                             | Meurtre en huis clos                                       | Saint-Laurent-du-Pont (Isère) 8 juillet 2010 quartier des Bourdoires André Sougey 75 ans est tué dans sa grange, sa fille Isabelle 38 ans est égorgée dans sa maison par son beau-frère.                                                                        |
| 8 février 2016    | ... en direct L'appel des familles                         | Guet-apens mortel à Sète                                   | |
| 8 février 2016    | ... en direct L'appel des familles                         | Youssef : Mort pour sauver sa fille                        | Sartrouville (Yvelines) 7 juillet 2002 Youssef parti à la recherche de sa fillette kidnappée par un pédophile meurt percuté par une voiture. |
| 15 février 2016   | ... au Luxembourg                                          | Meurtre sous perfusion                                     | 26 juillet 1999 clinique d'Eich Beatriz Vidaror 46 ans fonctionnaire cour de justice union européenne empoisonnée au cyanure par mari Charles Missenard docteur biologie                                                                                        |
| 15 février 2016   | ... au Luxembourg                                          | Macabre mise en scène                                      | Hassel 1er novembre 2010 Camille Kolber 69 ans homosexuel sur son lit dans son sommeil 2 coups de hache |
| 15 février 2016   | ... au Luxembourg                                          | Mystérieuse disparition de Nancy                           | Ettelbruck fin avril 2010 Nancy Wolff 25 ans tuée par compagnon, jetée d'un pont, repêchée 30 novembre lac de Haute-Sure |
| 29 février 2016   | ... en Gascogne,                                           | Meurtre devant la gendarmerie                              | Lescar (Pyrénées-Atlantiques) 8 septembre 2010 Frédéric Nadau 32 ans coups de couteau de cuisine. |
| 29 février 2016   | ... en Gascogne,                                           | Le mystérieux tueur de Clairac                             | Lot-et-Garonne 31 juillet 1991 Caroline Nolibé 18 ans est poignardée dans la rue par Philippe Guendouze. |
| 29 février 2016   | ... en Gascogne,                                           | Où est passée l'infirmière ?                               | Taron-Sadirac-Viellenave (Pyrénées-Atlantiques) 12 décembre 2013 Marie-Claire Lanne-Touyagué tuée par son époux Régis. |
| 7 mars 2016       | Marc Dutroux, le monstre belge                             | Marc Dutroux, le monstre belge                             | |
| 14 mars 2016      | ... en direct : L'appel des familles                       | Morts mystérieuses à Pau                                   | Pau (Pyrénées-Atlantiques) 1998 Alain 20 ans et Emmanuel 18 ans morts au pied belvédère 6 mois d'intervalle suicides d'après la police. |
| 28 mars 2016      | ... dans le Sud-Ouest                                      | Fin de soirée mortelle                                     | Bergerac (Dordogne) 11 novembre 2012 Pascale Bourdin 53 ans violée tuée appartement lendemain soirée entre amis par Hamid Tahiri. |
| 28 mars 2016      | ... dans le Sud-Ouest                                      | Qui a égorgé la retraitée ?                                | Bruges (Gironde) 7 janvier 2007 Marie-Denise « Michou » Duprat 66 ans assassinée entrée maison par Jerry Paget. |
| 28 mars 2016      | ... dans le Sud-Ouest                                      | Meurtre à l'hôtel                                          | Bayonne (Pyrénées-Atlantiques) 7 mars 2010 Charles Otaegi maçon abattu balle dans tête devant hôtel Campanile. |
| 4 avril 2016      | ... dans l'Eure                                            | Inceste meurtrier                                          | Gisors 7 octobre 2014 double meurtre garage automobile Frédéric et Virginie tués père inceste consenti. |
| 4 avril 2016      | ... dans l'Eure                                            | Qui a tué le boucher ?                                     | 5 mai 2002 Joël Baude 45 ans boucher dans un supermarché brûlé dans sa voiture par épouse Nadine et fils Jérôme. |
| 4 avril 2016      | ... dans l'Eure                                            | La noyée de Louviers                                       | août 2000 Samia Boussetta 27 ans tuée par compagnon Éric Bazin. |
| 18 avril 2016     | ... en Basse-Normandie                                     | Un duo meurtrier ?                                         | Équemauville (Calvados) 17 novembre 1998 Gisèle Loquet veuve retraitée presque entièrement carbonisée chez elle. |
| 18 avril 2016     | ... en Basse-Normandie                                     | Un étrange accident                                        | l'Aigle (Orne) 26 décembre 2005 Tiphaine Beaugrand 18 ans battue à mort par nouvelle amie Lénaïc ex-compagne nouveau compagnon. |
| 18 avril 2016     | ... en Basse-Normandie                                     | Le tueur au double visage                                  | Saint-Omer (Calvados) 9 décembre 2011 Monique Broult 72 ans chez elle 7 coups de bûche par gendre Naoufal Labbakh. |
| 25 avril 2016     | Spéciale : ils ont fait trembler Paris                     | Le Gang des barbares                                       | |
| 25 avril 2016     | Spéciale : ils ont fait trembler Paris                     | Le tueur de vieilles dames                                 | |
| 2 mai 2016        | ... en direct L'appel des familles                         | titre ?                                                    | |
| 2 mai 2016        | ... en direct L'appel des familles                         | titre ?                                                    | Olivet (Loiret) 23 juin 2008 rivière Caroline Marcel 45 ans est victime d'une profanation sexuelle et tuée. |
| 16 mai 2016       | Spécial : mon enfant a disparu                             | Où est mon bébé ?                                          | 19 janvier 2014 Mehdi Nedder enlève fils Habib 13 mois 24 avril Ariège Mehdi repêché décapité dans rivière |
| 16 mai 2016       | Spécial : mon enfant a disparu                             | Djihad : un aller sans retour                              | Laeken (Belgique) octobre 2012 Sammy 23 ans disparu avec son ami Sean radicalisés partis en Syrie. |
| 16 mai 2016       | Spécial : mon enfant a disparu                             | Disparition à l'internat                                   | Embrun (Hautes-Alpes) 31 mars 2004 lycée Honoré Romane internat Mathieu Broutin 17 ans disparu son sac au milieu d'un couloir. |
| 23 mai 2016       | Spécial : couples meurtriers                               | Un scénario digne d'un film                                | Sarcelles (Val-d'Oise) 14 juillet 1995 Jean-Bernard Wiktorska imprimeur 42 ans tué sur banc de musculation carotide écrasée haltères par Jean-Stéphane Saizelet 40 ans complice compagne Nadège Gallet inspiré épisode Columbo                                  |
| 23 mai 2016       | Spécial : couples meurtriers                               | Guet-apens amoureux                                        | Agnetz (Oise) 13 juillet 2004 Frédéric Heller 25 ans cadre commercial décapité coups de hache par Benjamin Copel et Lucile P. |
| 23 mai 2016       | Spécial : couples meurtriers                               | Amants récidivistes                                        | l'île de la Barthelasse (Vaucluse) 29 novembre 2003 tentative assassinat Wilfrid « Willy » Cerveaux, Sérignan (Hérault) 4 janvier 2009 Frédéric Flourou 31 ans étranglé jeté dans puits par Éric Meynier et Ludovic Serra.                                      |
| 6 juin 2016       | ... en direct L'appel des familles                         | Disparue sans laisser de traces                            | Fos-sur-Mer (Bouches-du-Rhône) 10 juin 2003 Nadine Chabert 34 ans employée société réinsertion en procédure divorce disparue déposée rond point par son époux Patrick.                                                                                          |
| 6 juin 2016       | ... en direct L'appel des familles                         | ...ne marin assassiné                                      | |

### Cinquième saison (août2016-juin2017)
| Date              | Titre de l'épisode                                  | Titres des reportages                               | Détails et informations |
| ----------------- | --------------------------------------------------- | --------------------------------------------------- | --- |
| 29 août 2016      | ... dans la cité des Ducs                           | Le mystère Dupont de Ligonnès                       | |
| 29 août 2016      | ... dans la cité des Ducs                           | L'insoutenable calvaire de Marion                   | Bouguenais (Loire-Atlantique) 18 mars 2012 Marion Rousset 14 ans est violée et poignardée de 69 coups de couteau dans des toilettes publiques par Yannick Luende Bothelo multirécidiviste. |
| 12 septembre 2016 | ... dans les villages des pays de la Loire          | Quadruple meurtre au village                        | Auvers-le-Hamon (Sarthe) nuit du 7 au 8 janvier 2009 Sandrine Duret 33 ans est tuée par son époux Pascal, il incendie la ferme, incinérant leurs 3 enfants Laurine 8 ans, Clara 6 ans et Léandre 3 ans. |
| 12 septembre 2016 | ... dans les villages des pays de la Loire          | Qui a tué la nourrice ?                             | Savennières (Maine-et-Loire) 16 avril 2013 Nelly Le Bouard 51 ans assistante maternelle dans son garage est poignardée de 18 coups de couteau, 2 couteaux plantés dans le corps par Olivier Lebrun. |
| 12 septembre 2016 | ... dans les villages des pays de la Loire          | Mort pour un mot de trop                            | Chéméré (Loire-Atlantique) 12 mars 2012 dans les toilettes de la salle municipale Nicolas André 22 ans est poignardé par un ami. |
| 26 septembre 2016 | Spécial : ils ont fait trembler Toulouse            | Alègre : le tueur au sang froid                     | |
| 26 septembre 2016 | Spécial : ils ont fait trembler Toulouse            | Merah : itinéraire d'un terroriste                  | |
| 10 octobre 2016   | ... dans le Grand Est                               | Le monstre de Roberstau                             | Strasbourg (Bas-Rhin) nuit du 21 au 22 janvier 1986 quartier de la Robertsau Nicolas Charbonnier viole et étrangle avec une cordelette Marion Villain 10 ans. Elle survie. Quelques mois plus tard il viole Patricia Riss 18 ans et étrangle et tue sa sœur Martine 17 ans étudiante en gestion.                                                 |
| 10 octobre 2016   | ... dans le Grand Est                               | Qui a tué le directeur de l'école ?                 | Woippy (Moselle) 10 décembre 2013 Chanel Mallinger 51 ans directeur de l'école primaire Paul Verlaine est poignardé 42 fois sur le siège passager dans sa voiture par Ahmet Secen époux de son assistante pédagogique et maitresse Malika. |
| 10 octobre 2016   | ... dans le Grand Est                               | La disparition du militaire                         | Sarrebourg (Moselle) 5 octobre 2007 Jean « Jeannot » Manenti 44 ans réparateur de réfrigérateurs ancien militaire disparait. Reding 6 octobre Ayhan Erdogan incendie la voiture de Jean. |
| 17 octobre 2016   | Spéciale : suicide ou meurtre parfait ?             | La vérité à tout prix                               | Priaires (Deux-Sèvres) nuit du 24 au 25 juillet 2010 bois de Breuillac Ruddy Jacinto 29 ans chaudronnier est pendu avec tuyau d'arrosage au montant portière sa Fiat Punto. |
| 17 octobre 2016   | Spéciale : suicide ou meurtre parfait ?             | La rentière s'est-elle suicidée ?                   | Bouvron (Meurthe-et-Moselle) 27 décembre 2002 dans un champ de colza Catherine Cugnot 42 ans propriétaire de biens immobiliers a les veines tailladées et est égorgée avec un couteau. |
| 17 octobre 2016   | Spéciale : suicide ou meurtre parfait ?             | Le mystère Élodie et Kelly                          | Boutigny-sur-Essonne (Essonne) 26 mars 2003 dans la gare Kelly Leigh Ayers 16 ans est percutée par un train. Mennecy (Essonne) 1er juillet 2004 dans l'hôtel Formule 1 Élodie Paquet 22 ans étudiante surveillante dans un lycée meurt d'une balle dans le cœur.                                                                                 |
| 7 novembre 2016   | Spéciale : un meurtrier dans la famille             | Le double infanticide d'Aurore                      | Ronchamp (Haute-Saône) 15 mai 2013 30 rue des mineurs Mélina 2 ans et demi et Elyas 8 mois sont noyés dans la baignoire par leur mère Aurore Baumgartner. |
| 7 novembre 2016   | Spéciale : un meurtrier dans la famille             | Frères jusqu'à la mort                              | Bitche (Moselle) matin 29 juillet 2013 camp militaire Joey Corveste 21 ans est poignardé de 114 coups de dague et couteau par son frère Kevin Durecu. |
| 7 novembre 2016   | Spéciale : un meurtrier dans la famille             | La vengeance de la mère de famille                  | Jarville-la-Malgrange (Meurthe-et-Moselle) 15 mai 2012 soir Gérard Schahan 58 éboueur ans est abattu dans son lit d'un coup de fusil à bout portant dans le thorax par sa compagne Sylvie Leclerc aide-soignante. |
| novembre 2016     | ... dans les villages lorrains                      | Qui a tué le boulanger ?                            | Folschviller (Moselle) nuit du 4 au 5 décembre 2013 Carmelo Castronovo pétrisseur à la boulangerie industrielle Neuhauser est enlevé et poignardé de 42 coups de couteau par Kevin Weber. |
| novembre 2016     | ... dans les villages lorrains                      | Rendez-vous d'affaires mortel                       | |
| novembre 2016     | ... dans les villages lorrains                      | Le gourou de la Bresse                              | La Bresse (Vosges) années 2000 Juliette est maltraitée et violée par Hervé Granier gourou de sa secte. |
| 5 décembre 2016   | Spécial familles en quête de vérité                 | Vengeance mortelle à Royan ?                        | Royan (Charente-Maritime) 19 août 2012 Quentin Desaegher 17 ans est écrasé par une camionnette blanche. |
| 5 décembre 2016   | Spécial familles en quête de vérité                 | Meurtre mystérieux à Lombron                        | Lombron (Sarthe) 29 juillet 2005 Annick Foucault est pendue à un prunier dans son jardin. |
| 5 décembre 2016   | Spécial familles en quête de vérité                 | Meurtre ou suicide, ?                               | Troyes (Aube) 13 juillet 1999 Annelise Abit 52 ans disparait. Savières 18 juillet elle est repêchée dans la Seine. |
| 12 décembre 2016  | ... dans les Hauts-de-France                        | Qui a tué l'artificier ?                            | Louvroil (Nord) 1er juin 2011 Jean Moritz artificier 55 ans est étranglé et poignardé dans sa boutique incendiée. |
| 12 décembre 2016  | ... dans les Hauts-de-France                        | La guerre des clans                                 | Wattrelos (Nord) 17 mars 2004 Sullivan Terneus 16 ans est enlevé au pied de chez lui, séquestré, torturé et étranglé par Françoise Borreman, son compagnon Antonio Da Rocha, ses filles Marjorie et Valérie Frédéric et Alexandre Byster. Son cadavre est jeté dans le canal de la Dendre à Ath (Belgique) dans un sac plastique lesté de pavés. |
| 12 décembre 2016  | ... dans les Hauts-de-France                        | Le trio de la mort                                  | Caumont (Aisne) 15 mars 2013 Dominique Laplace poignardé chez lui. Laon (Aisne) 16 mars 2013 José Barreyre tatoueur 47 ans est attiré hors de chez lui frappé et abattu d'un coup de feu dans la tête par Mallory Kubel-Lescarmontier, avec la complicité de Véronique Pierret et Émilie Viseur. Le 15 août 2014 il se suicide en prison.        |
| janvier 2017      | ... en région parisienne                            | Le calvaire du petit Bastien                        | Germigny-l'Évêque (Seine-et-Marne) 25 novembre 2011 Christophe Champenois et Charlène Cotte tuent fils Bastien 3 ans et demi en le passant au lave-linge. |
| janvier 2017      | ... en région parisienne                            | Qui a assassiné le chef de la police municipale ?   | Chambourcy (Yvelines) 21 mars 2007 Christian Maréchal chef police municipale poignardé chez lui 18 coups de couteau. |
| janvier 2017      | ... en région parisienne                            | La tuerie de Maurepas                               | Maurepas (Yvelines) 1er septembre 2011 Gilbert 72 ans et Marie-Louise Michenaud 77 ans torturés tués chez eux par Benyahia Lezzaz. |
| 30 janvier 2017   | ... dans le Centre-Val de Loire                     | Le martyre de Chloé                                 | Gien (Loiret) décembre 2010 Béatrice Guido conseillère d'orientation bipolaire incinère sa fille Chloé 3 ans dans coffre sa voiture. |
| 30 janvier 2017   | ... dans le Centre-Val de Loire                     | Qui a tué la belle Kafiyah ?                        | Château-Renault (Indre-et-Loire) février 2013 Kafhia Bouchekioua 21 ans prostituée poignardée dans tête étranglée par Johann Sirop client jetée dans puits à Sorigny. |
| 30 janvier 2017   | ... dans le Centre-Val de Loire                     | Le mystérieux crime du Vieux-Tours                  | Tours (Indre-et-Loire) 9 février 2013 rue des Halles Maguette Guèye 23 ans poignardé par Théophile Duhamel. |
| 13 février 2017   | Spéciale : ils ont fait appel au Président          | Non coupable ou prédateur ?                         | |
| 13 février 2017   | Spéciale : ils ont fait appel au Président          | Omar Raddad : la fin d'un mystère ?                 | |
| 20 février 2017   | ... dans le Berry                                   | La maison de l'horreur                              | Biches (Nièvre) Nicolas Laporte et Fiona R. séquestrés violentés 28 janvier 2012 Nicolas tué par son oncle David R. sa compagne Aude V. complices fils de celle-ci Quentin N., René P. Jean-Louis A. coulé dans béton et jeté à Apremont-sur-Allier (Cher).                                                                                      |
| 20 février 2017   | ... dans le Berry                                   | La cavale du meurtrier                              | Saint-Florent-sur-Cher (Cher) début juillet 2011 Sybille Manzoni 42 ans caissière Super U frappée à mort par mari Ali Younis libanais arrêté Allemagne. |
| 20 février 2017   | ... dans le Berry                                   | Enterrés vivants                                    | |
| 6 mars 2017       | Spécial Fourniret : il a fait trembler les Ardennes | Spécial Fourniret : il a fait trembler les Ardennes | |
| 27 mars 2017      | Spéciale enfants martyrs                            | Laurelyne, 8 ans, sacrifiée par vengeance           | Landrecies (Nord) 1er mars 2015 Laurelyne 8 ans tuée plusieurs coups de couteau de chasse par son père Jérôme Coppé. |
| 27 mars 2017      | Spéciale enfants martyrs                            | Marc, 5 ans, massacré dans l'indifférence           | Auby (Nord) 25 janvier 2006 Marc 5 ans tué par son beau-père David Da Costa. |
| 27 mars 2017      | Spéciale enfants martyrs                            | Lila, 5 ans, livrée à un monstre                    | Talange (Moselle) 2 août 2012 Lila 5 ans violée par nouveau compagnon sa mère Franck Passarello 38 ans ouvrier sidérurgiste pédophile rencontré sur internet. |
| 3 avril 2017      | ... en Nouvelle-Aquitaine                           | Coup de sifflet final                               | Près San Sébastien (pays basque espagnol) août 2010 Olivier Eckert 47 ans supporter Girondins Bordeaux abattu balle dans tête par Thierry Mesplède. |
| 3 avril 2017      | ... en Nouvelle-Aquitaine                           | Un gendre pas si idéal                              | Bergerac (Dordogne) 25 août 2012 rue des fontaines Virginie Provost 19 ans tuée par ex-compagnon Alexandre Tuton. |
| 3 avril 2017      | ... en Nouvelle-Aquitaine                           | Le mystère de la chambre d’hôtel                    | Poitiers (Vienne) juin 2006 hôtel Regina chambre n°55 Nicolas Renz 28 ans sergent armée de l’air mort nu sur lit 3,48g alcool et traces d’Equanil (psychotrope) dans sang. |
| 17 avril 2017     | ... dans le Bordelais                               | Harcèlement fatal au lycée                          | Blaye (Gironde) 19 mars 2013 lycée professionnel de l'Estuaire atelier plomberie Sylvain 15 ans tué 2 coups couteau dans cou. |
| 17 avril 2017     | ... dans le Bordelais                               | La mort en cadeau                                   | Ambarès-et-Lagrave (Gironde) octobre 2011 Marylène Rivière 54 ans asphyxiée avec bouteille butane dans voiture par compagnon Jean-Pierre Mourras ancien chauffeur poids lourd. |
| 17 avril 2017     | ... dans le Bordelais                               | Pêche macabre                                       | Minzac (Dordogne) juin 2006 Raoul Jean 53 ans cantonnier tué et démembré par Aziz Hamri organisateur mariages blancs. |
| 1er mai 2017      | Spécial familles disparues                          | L'affaire Troadec : la haine en héritage            | |
| 8 mai 2017        | ... en bord de Saône                                | Peur sur la ville des lumières                      | Lyon octobre 2012 à janvier 2014 universités agressions sexuelles et tentatives de viol par Kamel Abbas chauffeur de bus. |
| 8 mai 2017        | ... en bord de Saône                                | Les amantes diaboliques                             | |
| 8 mai 2017        | ... en bord de Saône                                | Le bungalow de l'horreur                            | Saint-Jean-de-Losne (Côte-d'Or) 17 juin 2004 Grégory Patriarche 22 ans est abattu par Marcel Maret policier retraité sur son terrain jeté dans décharge sauvage. |
| 22 mai 2017       | ... en Auvergne-Rhône-Alpes                         | Cauchemar à l'école                                 | Planaise (Savoie) Éric Molcrette instituteur violeur pédophile. |
| 22 mai 2017       | ... en Auvergne-Rhône-Alpes                         | Nuit d'horreur au foyer                             | Lyon janvier 2013 foyer de jeunes travailleurs Tellya Sebih 20 ans apprentie vendeuse pâtisserie tuée démembrée enterrée jardin public la Part Dieu par Nabil Ferjami. |
| 22 mai 2017       | ... en Auvergne-Rhône-Alpes                         | Massacre à la ferme                                 | Saint-Galmier (Loire) 15 juillet 2010 Annie Toinon 57 ans agricultrice tuée sur son lit. |
| 5 juin 2017       | Spécial liaisons mortelles                          | La mort au bout du contrat                          | Leudeville 30 janvier 2007 Kathlyn Vasseur 26 ans compagne de Jamel Leulmi meurt accident de vélo. Il bénéficie d'une importante assurance vie qu'elle a contractée peu avant de mourir. Maroc décembre 2009 Julie Derouette sa nouvelle compagne victime accident de la route. Elle a souscrit près de 5 millions d'euros d'assurances-vie.     |
| 5 juin 2017       | Spécial liaisons mortelles                          | La maîtresse meurtrière                             | Castellar (Alpes-Maritimes) 12 avril 2001 Claude Bichet 47 ans entrepreneur assassiné balle dans la tête commandité par sa maîtresse Béatrice Édouin. |
| 26 juin 2017      | Le mystère Turquin                                  | Le mystère Turquin                                  | |

### Sixième saison (septembre2017-juin2018)
| Date              | Titre de l'épisode                    | Titres des reportages                       | Détails et informations |
| ----------------- | ------------------------------------- | ------------------------------------------- | --- |
| 11 septembre 2017 | ... dans le Golfe du Lion             | La tuerie d´Istres                          | Istres (Bouches-du-Rhône) 25 avril 2013 Karl Rose abat Patrice Martinez, Serge Shorjian et Pierre Tanneux et blesse Louisa Aissa-Olivieri à la kalachnikov achetée sur internet |
| 11 septembre 2017 | ... dans le Golfe du Lion             | Rendez-vous avec la mort                    | |
| 11 septembre 2017 | ... dans le Golfe du Lion             | Le meurtre du boxeur                        | Beaucaire (Gard) 18 avril 2015 Farid Amara 38 ans champion de kick boxing est abattu par son entraîneur Marc Garrec |
| 25 septembre 2017 | ... en pays breton                    | L´institutrice infanticide                  | Cléden-Cap-Sizun (Finistère) septembre 2011 parking pointe du Van dans sa voiture Astrid Cornet ancienne institutrice surendettée asphyxie ses fils Nicolas 9 ans et Alexandre 4 ans |
| 25 septembre 2017 | ... en pays breton                    | Sexe, mensonges et homicide                 | Plougonvelin (Finistère) nuit du 23 au 24 juillet 2009 lieu-dit Treiz-Hir Jean-Jacques Le Page 68 ans audioprothésiste retraité sa maison incendiée poignardé et abattu par Laëtitia « Lola » Monier call-girl alcoolique toxicomane                                                      |
| 25 septembre 2017 | ... en pays breton                    | Le calvaire du couple brestois              | Brest (Finistère) nuit 19 au 20 août 2003 Clarisse Lignez 32 ans visiteuse médicale et Erwan Durame 30 ans laborantin université enlevés chez eux abattus et calcinés par Stéphane Planchet, Saïd Abdellaoui et Gérôme B.                                                                 |
| 16 octobre 2017   | Spéciale meurtres chez les célébrités | Affaire Giraud                              | |
| 16 octobre 2017   | Spéciale meurtres chez les célébrités | L’affaire Trintignant                       | |
| 23 octobre 2017   | ... à Rouen                           | La maison de l´horreur                      | Sainte-Marie-des-Champs (Seine-Maritime) 23 avril 2013 Bruno Fabulet 43 ans et Julie Chevillard 31 ans poignardés chez eux 30 coups couteau par ex-époux Emmanuel Meyer |
| 23 octobre 2017   | ... à Rouen                           | Qui a tué le psychiatre ?                   | 17 octobre 2013 rue Beffroy entrée son cabinet Laurent Fabre 61 ans psychiatre poignardé par patient Xavier Côte ancien médecin |
| 23 octobre 2017   | ... à Rouen                           | La tuerie de Claville                       | Claville (Eure) 26 juin 2014 Dominique Henri chez lui tue coups de couteau épouse Angélique 33 ans, filles Amandine 11 ans et Inès 5 ans et blesse fils Dylan 15 ans, tente se suicider.                                                                                                  |
| 30 octobre 2017   | ... dans la cité Phocéenne            | Vrai jumeau, faux coupable                  | |
| 30 octobre 2017   | ... dans la cité Phocéenne            | Le meurtre de l´étudiant                    | Un étudiant est tué dans une rue. |
| 30 octobre 2017   | ... dans la cité Phocéenne            | Guet-apens familial                         | Canet rue Giraud 14e 17 juin 2011 Maria Don Navarro 36 ans assassinée 17 coups couteau par époux Louis Cortes complicité 2 neveux. |
| 13 novembre 2017  | Le dépeceur de Montréal               | Le dépeceur de Montréal                     | |
| 20 novembre 2017  | ... à la frontière espagnole          | La tuerie de Rivesaltes                     | Rivesaltes (Pyrénées-Orientales) 3 mars 2011 Joachim Toro 78 ans plombier retraité abat Michel Raspaud 73 ans retraité et employés municipaux Jean-Luc Joffre 48 ans Jean-Philippe Abribat 34 ans tente de se suicider.                                                                   |
| 20 novembre 2017  | ... à la frontière espagnole          | Meurtre sanglant au village                 | Fontpédrouse (Pyrénées-Orientales) 14 décembre 2013 rue de l'église Caroline Dauliach 35 ans tuée chez elle coups sur la tête coup couteau dans la gorge par son ex-compagnon cuisinier.                                                                                                  |
| 20 novembre 2017  | ... à la frontière espagnole          | La disparition du brocanteur                | Tarbes (Hautes-Pyrénées) 12 janvier 1997 Laurent Saunier 48 ans homosexuel directeur Intermarché Chérottes frappé abattu par Roger Garcia ancien garagiste. Ibos mai 1997 enlève séquestre tue René Lassus-Menot 41 ans brocanteur avec son complice Romain Gélis.                        |
| 4 décembre 2017   | ... en terres normandes               | La disparition du petit Mathis              | Caen (Calvados) 4 septembre 2011 Mathis Jouanneau 8 ans est enlevé et séquestré par son père Sylvain. |
| 4 décembre 2017   | ... en terres normandes               | Chronique d´une mort annoncée               | Vaudry (Calvados) 27 février 2010 Audrey Le Guen 24 ans est tuée coups couteau par son ex-compagnon Balthazar Haulard. |
| 4 décembre 2017   | ... en terres normandes               | Les mensonges d´une mère                    | Eu (Seine-Maritime) 10 novembre 2010 Patrick Gaujard 58 ans retraité est abattu de 4 balles par son épouse Marie-Christine Lamidel ancienne femme de ménage. |
| 11 décembre 2017  | Spéciale petit Grégory                | Spéciale petit Grégory                      | |
| 15 janvier 2018   | ... en Occitanie                      | Sexe, mensonges et homicide                 | Chaum (Haute-Garonne) 28 septembre 2011 dans une carrière dans le coffre d'une voiture Jacques Serraye 59 ans est abattu de deux coups de chevrotine par Sylvain Rouvio et sa compagne Chaffat Abdallah.                                                                                  |
| 15 janvier 2018   | ... en Occitanie                      | Massacre à la pelle                         | Rabastens-de-Bigorre (Hautes-Pyrénées) 31 juillet 2013 Véronique Debut de Roseville-Adet 50 ans tuée à coups de pelle par son mari Pierre. |
| 15 janvier 2018   | ... en Occitanie                      | Le meurtre du garagiste                     | Espalion (Aveyron) 18 août 2010 Jean-Paul Chardenoux 49 ans garagiste est abattu par Marc Féral ancien patron de boîte de nuit. |
| 22 janvier 2018   | ... à Chambéry                        | L'empoisonneuse de Chambéry                 | |
| 22 janvier 2018   | ... à Chambéry                        | Le trio infernal                            | 29 avril 2012 Lionel Véronèse 39 ans agent de sécurité est abattu d'une balle dans la tête par Nathalie Michellier avec la complicité de son ex-mari Mikaël Bœufest. Carry-le-Rouet (Bouches-du-Rhône) 30 avril chemin forestier trouvé carbonisé.                                        |
| 5 février 2018    | ... au sud de la Loire                | La dernière danse                           | Challans (Vendée) 12 novembre 2006 Aurélie Bénéteau 24 ans professeure de danse est tuée dans son appartement incendié par son ex-compagnon Christophe Durand chauffeur-routier. |
| 5 février 2018    | ... au sud de la Loire                | Horreur chez la nourrice                    | Cher août 2015 abus sexuels sur Théo 3 ans par le fils de sa nourrice chez elle. |
| 5 février 2018    | ... au sud de la Loire                | Cauchemar dans les vignes                   | Doué-la Fontaine (Maine-et-Loire) 7 mai 2009 Christophe Couilleau 29 ans enlevé chez lui par Caroline Reynes et Taoufik Jaabar. séquestré dépouillé alcoolisé battu et étranglé. Saumur 8 mai il est trouvé mort en slip derrière l'hôpital dans les vignes près d'une cabane en tuffeau. |
| 12 février 2018   | Spéciale complots de famille          | L'exécution du père de famille              | Pépinster (Belgique) 2 juillet 2006 Philippe Boniver 44 ans est abattu chez lui d'une balle dans nuque il urinait par Christophe Piron fils de sa compagne Mariola Strach commanditaire.                                                                                                  |
| 12 février 2018   | Spéciale complots de famille          | La fiancée démembrée                        | |
| 12 février 2018   | Spéciale complots de famille          | Un trio diabolique                          | |
| 26 février 2018   | ... dans le grand Paris               | Tragédie chez la nourrice                   | Kremlin-Bicêtre (Val-de-Marne) 20 mai 2014 Perrine 9 mois maltraitée tuée par nourrice Maryline H. et compagnon Bernard F. |
| 26 février 2018   | ... dans le grand Paris               | Le dépeceur du marché Saint Martin          | |
| 26 février 2018   | ... dans le grand Paris               | un héritage empoisonné                      | Châtenay-Malabry (Hauts-de-Seine) 27 janvier 2011 Claude Friloux riche restaurateur 81 ans empoisonné par son épouse Amina |
| 5 mars 2018       | ... en Champagne                      | Le calvaire du petit Tony                   | Reims (Marne) 26 novembre 2016 Tony 3 ans est tué par son beau-père Loïc V. |
| 5 mars 2018       | ... en Champagne                      | Cocktail fatal                              | Mareuil-lès-Meaux (Seine-et-Marne) août 2011 dans un bois Rachelle Banfi dépecée et incinérée. |
| 5 mars 2018       | ... en Champagne                      | Rivalité mortelle                           | Charleville-Mezières (Ardennes) 2 octobre 2010 rue Louis-Blanc Bouziane Fatémi 36 ans ouvrier-peintre est tué de deux coups de couteau après une bagarre par Mohand Benchilla. |
| 19 mars 2018      | Spécial                               | Nordahl Lelandais : dans l'ombre d'un tueur | |
| 19 mars 2018      | Spécial                               | Le cadavre oublié                           | Pfetterhouse (Haut-Rhin) mai 2006 Ismaël Abdelkader 26 ans meurt chez le grand-père de son nouvel ami qui l'enterre dans le jardin sous un tas de bois. 26 juillet 2012 son squelette est déterré.                                                                                        |
| 26 mars 2018      | ... sur la côte d'Argent              | Un cadavre au fond du lac                   | Seignosse (Landes) nuit du 25 au 26 janvier 2015 Stéphane Pasturel 31 ans est étranglé roulé dans un tapis et jeté dans la rivière par sa logeuse. |
| 26 mars 2018      | ... sur la côte d'Argent              | Charlotte, suppliciée                       | Cazaux (Gironde) 12 septembre 2008 dans une chambre de l'hôtel « Le Périgord » Charlotte Cassot 17 ans est tuée par son compagnon Michaël Castets. |
| 2 avril 2018      | ... dans le Dauphiné                  | Le prédateur des Hautes-Alpes               | L'Argentière-la-Bessée 17 avril 2014 Axel Maaziz tente de faire monter dans sa voiture et essaye d'étrangler une fillette de 7 ans sortant de l'école. |
| 2 avril 2018      | ... dans le Dauphiné                  | Vengeance au pays des bikers                | |
| 16 avril 2018     | Les mystères de Jonathan Daval        | Les mystères de Jonathan Daval              | |
| 16 avril 2018     | Ils ont menti à la France             | Ils ont menti à la France                   | Cécile Bourgeon et Berkane Makhlouf, Véronique Courjault, David Hotyat |
| 23 avril 2018     | ... dans la Sarthe                    | Affaire Maëlyne                             | Champagné 7 février 2015 Maëlyne 13 mois est empoisonnée par overdose d'antidépresseurs par ses parents Delphine Niepceron et Cyrille Le Got. |
| 23 avril 2018     | ... dans la Sarthe                    | Affaire Leprince                            | |
| 30 avril 2018     | ... à la frontière suisse             | Le violeur aux deux visages                 | Bourg-en-Bresse (Ain) 30 septembre 1989 dans un bois Ludivine 11 ans est enlevée et violée par Bruno Favre. |
| 30 avril 2018     | ... à la frontière suisse             | Qui a tué la secrétaire ?                   | Saint-Julien-en-Genevois (Haute-Savoie) 19 décembre 2008 Maria-Camille Bertherin 39 ans suissesse négociatrice immobilière égorgée. |
| 30 avril 2018     | ... à la frontière suisse             | Un homme à abattre                          | Ferney-Voltaire (Ain) 2 octobre 2010 vers 15 heures Jean-Bernard Bloch « John le cow-boy » 54 ans genevois violent propriétaire d´un ranch dans la Bresse est abattu par Martin Godefroij amant de son épouse Sabine.                                                                     |
| 14 mai 2018       | ... sur les bords de l'Oise           | Prise d’otages à la banque                  | Cergy (Val-d'Oise) 11 août 2001 centre commercial des 3 Fontaines Habib Mezaoui déguisé en femme braque la Caisse d'épargne et tue trois personnes et en blesse six. |
| 14 mai 2018       | ... sur les bords de l'Oise           | Petit meurtre entre amants                  | Éragny-sur-Oise (Val-d'Oise) 21 janvier 2000 chemin de halage Joël Deprez 38 ans déménageur est drogué au Lexomil et brûlé vif par amants de son épouse William Leguillon et Stéphane Hesry, avec la complicité de son épouse Sandrine et Nathalie épouse de Joël.                        |
| 21 mai 2018       | Spéciale tueurs impunis               | Traque sans issue                           | Grande-Synthe (Nord) 4 août 2014 place du marché Isabelle Thomas 40 ans professeur de mathématiques et ses parents Roland et Marguerite sont abattus dans leur voiture par son ex-conjoint Patrick Lemoine.                                                                               |
| 21 mai 2018       | Spéciale tueurs impunis               | Une folie meurtrière                        | Pontarlier (Doubs) 17 octobre 2013 petit sentier Julien Bideaud 26 ans tué 17 coups de couteau par Nuri Akturk. |
| 21 mai 2018       | Spéciale tueurs impunis               | Au mauvais endroit, au mauvais moment       | Paris 14e arrondissement 48 rue de Gergovie 1er mai 2004 18h40 sur trottoir Amine Fekhart 21 ans 12 coups de couteau par erreur lors d'un règlement de comptes par des gens du voyage. |
| 4 juin 2018       | ... dans la plaine du Languedoc       | La petite Océane a disparu                  | |
| 4 juin 2018       | ... dans la plaine du Languedoc       | Un baby-sitter au-dessus de tout soupçon    | Teil, Bourg-Saint-Andéol et Romans-sur-Isère (Ardèche) jusqu'au 19 mai 2011 Jonathan Forissier 27 ans baby-sitter pédophile viole et agresse 23 enfants de 3 mois à 13 ans. |
| 4 juin 2018       | ... dans la plaine du Languedoc       | La veuve noire de Narbonne                  | Sigean (Aude) 17 juin 2005 Didier Berthomieu 46 ans maçon ruiné se suicide d'une balle dans la tête. Narbonne (Aude) 17 novembre 2005 Jean-Pierre Garcia 46 ans maçon ruiné se pend dans une remise, à cause de Yolande Moustrou médium séductrice manipulatrice.                         |
| 11 juin 2018      | ... dans la ville rose                | Sous le signe du crime                      | Marseille (Bouches-du-Rhône) 2004 Jean-François tue une personne. Toulouse (Haute-Garonne) 2017 il poignarde Cintia 21 ans dans son appartement. |
| 11 juin 2018      | ... dans la ville rose                | Le violeur au couteau                       | Toulouse (Haute-Garonne) 2014 Mehdi armé d'un couteau viole deux femmes et en agresse troisième. |

### Septième saison (août2018-juin2019)
| Date              | Titre de l'épisode                     | Titres des reportages               | Détails et informations |
| ----------------- | -------------------------------------- | ----------------------------------- | --- |
| 27 août 2018      | ... sur les rives de la Garonne        | Une passion dévastatrice            | Agen (Lot-et-Garonne) dans une tours Joëlle et ses deux enfants Kyllian et Leeloo Priscilla sont égorgés dans la chambre parentale incendiée. |
| 27 août 2018      | ... sur les rives de la Garonne        | Une nuit en enfer                   | Villeneuve-de-Rivière (Haute-Garonne) 5 février 2012 Malika Karimi 43 ans est violée frappée et étranglée sur un chantier par Helder Barbosa Da Silva maçon portugais. |
| 27 août 2018      | ... sur les rives de la Garonne        | De gendarme à criminel              | Toulouse (Haute-Garonne) 18 août 2010 Suzanne Blanc veuve 97 ans est frappée et tuée dans son pavillon par Daniel Bedos ex-gendarme. |
| 3 septembre 2018  | ... au bord des lacs de Savoie         | Les mystères de Chevaline           | |
| 3 septembre 2018  | ... au bord des lacs de Savoie         | Ami ou ennemi ?                     | Thonon-les-Bains (Haute-Savoie) décembre 2015, foyer d'hébergement de travailleurs Adoma, Jérôme Bureau 51 ans est poignardé dans sa chambre incendiée. |
| 10 septembre 2018 | Spéciale mères tueuses                 | Jamais sans ma fille                | Lille (Nord) 13 août 2013 Estelle Derieux étouffe sa fille Mandolina 2 ans et 11 mois, la met dans un sac plastique et la jette dans la Deûle. 17 août le corps est repêché par un éclusier à un barrage. |
| 10 septembre 2018 | Spéciale mères tueuses                 | Emprise fatale                      | Gergy (Saône-et-Loire) 1er novembre 2013 Céline Rubey étouffe avec des sacs plastiques ses 3 fils Imran et Zayd jumeaux de 18 mois et Lyam 6 ans. |
| 24 septembre 2018 | Spéciale récidivistes                  | Le calvaire de la petite Julie      | Toulouse (Haute-Garonne) 15 avril 2011 jardin public de Fontaine Lestang Julie 5 ans est enlevée, séquestrée et violée par Christophe Guiboud-Ribaud « le violeur d'Île-de-France ». |
| 24 septembre 2018 | Spéciale récidivistes                  | Un mystérieux ADN                   | |
| 24 septembre 2018 | Spéciale récidivistes                  | Mon voisin le tueur                 | Amiens Chantal 55 ans disparait. |
| 8 octobre 2018    | ... dans le Pas-de-Calais              | L'inquiétante disparition d'Antoine | Gonnehem 28 janvier 2015 Antoine Dupont 15 ans est étranglé pendant son sommeil avec un fil de fer par son beau-père Marc Demeulemeester. 12 août 2016 il se suicide en prison. |
| 8 octobre 2018    | ... dans le Pas-de-Calais              | Le calvaire de la meurtrière        | Près de Douai (Nord) nuit du 18 au 19 juin 2009 Marcelino Guillemin 53 ans violent est tué d'un coup de couteau par son épouse Alexandra Lange dans leur maison. |
| 8 octobre 2018    | ... dans le Pas-de-Calais              | Macabre scénario amoureux           | Farbus novembre 2007 Laurence Maille 36 ans employée de la sécurité sociale de Lens est étranglée et enterrée dans le bois de Vimy par son compagnon John Szablewski. |
| 15 octobre 2018   | ... en région lyonnaise                | Un instituteur insoupçonnable       | Villefontaine (Isère) 19 mars 2015 Romain Farina directeur de l'école primaire du Mas-de-la-Raz est accusé de viols et actes pédophiles sur ses élèves qu'il a filmés. 5 avril 2016 il se suicide en prison. |
| 15 octobre 2018   | ... en région lyonnaise                | Mon frère a disparu                 | Villefranche-sur-Saône (Rhône) 10 décembre 2001 Mohamed 29 ans disparait. |
| 22 octobre 2018   | Spéciale meurtres passionnels          | L'amour à mort                      | Seillans (Var) 21 août 2015 une jeune femme est poignardée d'un coup de couteau au cœur par une jeune femme à la suite d'une dispute. |
| 22 octobre 2018   | Spéciale meurtres passionnels          | Un veuf pas si éploré               | Bourgogne 30 août 2013 Françoise 52 ans est tuée par son époux Cédric chauffeur-routier 52 ans. |
| 22 octobre 2018   | Spéciale meurtres passionnels          | Rivalité mortelle                   | Seysses (Haute-Garonne) 5 septembre 2000 Renaud 36 ans chauffeur de bus est tué chez lui. |
| 5 novembre 2018   | ... en région PACA                     | Le violeur des balcons              | Avignon (Vaucluse) de septembre 2013 à janvier 2015 quartier de Montfavet Abdelhamid Zouhari agent de maîtrise viole 6 femmes et tente d'en violer 4 autres. |
| 5 novembre 2018   | ... en région PACA                     | La Haine au bout du chemin          | La Roquebrussanne (Var) nuit du 5 au 6 décembre 2012 Jean Aprin 48 ans chef de rayon reconverti dans la viticulture est tué par son épouse Nadine Poetto et son fils. |
| 5 novembre 2018   | ... en région PACA                     | Cavale meurtrière                   | Valence (Drôme) 25 décembre 2016 Fissenou S. 23 ans est débarqué du TGV Marseille-Paris. Il a agressé surexcité des passagers. Il s'échappe de l'hôpital psychiatrique. Chabeuil 26 décembre 2016 dans la nuit il tue une femme de 80 ans chez elle puis à Montvendre un couple de 75 ans chez eux. Orange (Vaucluse) au matin il poignarde au ventre le gérant du supermarché Grand Frais puis frappe à coups de pierre Renée 65 ans sur le parking. |
| 12 novembre 2018  | Spéciale mon voisin est un tueur       | Scénario mortel                     | Les Écrennes (Seine-et-Marne) 8 février 2001 Priscilla Sciatti 14 ans est assassinée de 60 coups de couteau par Didier Leroux boulanger. |
| 12 novembre 2018  | Spéciale mon voisin est un tueur       | Le jardin de l'horreur              | Le Hérie-la-Viéville (Aisne) 28 mai 2018 Tom 9 ans est enlevé, violé et tué dans le jardin d'une maison abandonnée par Jonathan Maréchal 27 ans. |
| 26 novembre 2018  | ... en Midi-Pyrénées                   | Les disparus de Mirepoix            | Mirepoix (Ariège) 30 novembre 2017 Célia 18 ans et son père Christophe Orsaz 46 ans sont abattus par Christian Montesinos mécanicien et Jean-Paul Vidal mécanicien et cascadeur automobile commandités par Marie-Josée son ex-épouse infirmière. Bélesta (Ariège) ils jettent le corps de Christian dans la fosse septique d'une maison abandonnée. Forêt de Picaussel (Aude) ils enterrent le corps de Célia. 31 novembre la voiture de Christophe est retrouvée calcinée.                                                                                                |
| 26 novembre 2018  | ... en Midi-Pyrénées                   | La démembreuse du midi              | Toulouse (Haute-Garonne) mai 2016 des restes humains sont trouvés dans le canal du midi. |
| 26 novembre 2018  | ... en Midi-Pyrénées                   | La ferme de tous les dangers        | 17 février 2016 Élodie 26 ans est étranglée et jetée dans une mare. |
| 3 décembre 2018   | ... en Alsace                          | L'Araignée, violeur récidiviste     | Mulhouse (Haut-Rhin) dans la 17 janvier 2012 dans un foyer de réinsertion Stéphanie 22 ans est violée par l'« Araignée » Philippe. |
| 3 décembre 2018   | ... en Alsace                          | L'impensable meurtre conjugal       | Illfurth (Haut-Rhin) septembre 2013 Isabelle 41 ans est poignardée par son mari Éric chauffagiste volage. |
| 17 décembre 2018  | ... dans le Maine-et-Loire             | Un flirt avec la mort               | Saint-Lambert-du Lattay 19 octobre 2008 Aurélien 28 ans vendangeur est pendu. |
| 17 décembre 2018  | ... dans le Maine-et-Loire             | Les époux criminels                 | Cholet 21 novembre 2005 à Aurélia 6 ans est enlevée séquestrée et violée par Dominique avec la complicité de son épouse Gisèle. |
| 7 janvier 2019    | Spéciale : ils ont marqué l'année 2016 | L'attentat de Magnanville           | |
| 7 janvier 2019    | Spéciale : ils ont marqué l'année 2016 | Le monstre de Colombes              | Colombes (Hauts-de-Seine) 7 août 2013 Sofiane Rasmouk agresse et viole Priscillia Atzori 31 ans directrice de marketing et communication dans le hall de son immeuble et Sandra Grolez 19 ans. |
| 7 janvier 2019    | Spéciale : ils ont marqué l'année 2016 | La disparue du Tarn                 | Roquecourbe (Tarn) 18 juin 2013 Amandine Estrabaud 30 ans assistante d'éducation au lycée professionnel Anne Veaute est enlevée, séquestrée, violée et tuée par Guerric Jehanno maçon. |
| 11 février 2019   | Spéciale meurtres crapuleux            | Poker meurtrier                     | 13 août 2012 Stéphane 40 ans est tué. |
| 11 février 2019   | Spéciale meurtres crapuleux            | Mort pour une moto                  | 28 septembre 2008 Frédéric 25 ans motard est poignardé. |
| 11 février 2019   | Spéciale meurtres crapuleux            | Relation mortelle                   | Aizenay (Vendée) 21 décembre 2013 Roland Touzeau 57 ans conseiller pédagogique membre du conseil municipal est poignardé par son amant Souleymane Karamoko ivoirien qui le met nu dans le coffre de sa voiture à Nantes et l'incendie. |
| 25 février 2019   | ... à Londres                          | Le calvaire de la fille au pair     | |
| 25 février 2019   | ... à Londres                          | Le sérial-killer des abribus        | |
| 11 mars 2019      | ... en Auvergne-Rhône-Alpes            | Scandale au collège                 | Moulins (Allier) de 2007 à 2010 10 élèves sont agressées sexuellement et violées par Jean-Philippe Galerie « Papa d'amour » animateur de chant au collège privé Saint-Benoît. |
| 11 mars 2019      | ... en Auvergne-Rhône-Alpes            | L'effroyable machination            | Saint-Cierge-sous-le-Cheylard (Ardèche) 13 novembre 2014 Magali Delavaud 26 ans secrétaire médicale, mère d'un enfant de deux ans, est étouffée par son compagnon Jérôme Faye chauffeur-mécanicien. Elle est trouvée le 14 novembre sur le siège passager de sa voiture brulée contre un arbre en contrebas d'une route sinueuse. |
| 11 mars 2019      | ... en Auvergne-Rhône-Alpes            | Un étrange suicide                  | Divonne-les-Bains (Ain) 27 Janvier 2016 Fabienne Scholaert 57 ans médium dite "Ornella", est tuée chez elle par son époux Christian Scholaert, 67 ans. Ils avaient perdu au casino 3 millions d'euros extorqués à une Suissesse. |
| 18 mars 2019      | Spéciale prédateurs sexuels            | Le violeur de la Sambre             | |
| 18 mars 2019      | Spéciale prédateurs sexuels            | L'effroyable soupçon                | Courbevoie (Hauts-de-Seine) de 2011 à 2015 Édouard de Boysson animateur périscolaire pédophile viole 2 garçons et en agresse 13 autres de 6 à 9 ans. |
| 8 avril 2019      | ... en Belgique                        | Le prédateur d'Arlon                | Luxembourg 12 juin 2014 parc Laval Fanni-Maria Harma 19 ans finlandaise est agressée avec un Taser par Jérémy Pierson. Arlon 21 novembre 2014 il enlève Béatrice Berlaimont 14 ans, la séquestre et la viole dans un container de chantier, puis dans un mirador de chasse à Allondrelle-la-Malmaison (Meurthe-et-Moselle). Il la torture et l'étrangle dans la nuit du 28 au 29 novembre. Sesselich 1er décembre dans une sapinière un promeneur découvre le corps de Béatrice. Saint-Avold (Moselle) 4 décembre il séquestre et viole Sauvane Watelet 21 ans infirmière. |
| 8 avril 2019      | ... en Belgique                        | Cavale sans issue                   | Ham-sur-Heure 8 janvier 2008 Albana Margjeka 30 ans enceinte d'origine albanaise est tuée par son compagnon Christian De Groote. Il coule son corps dans du béton. |
| 15 avril 2019     | ... en Bourgogne                       | L'amant imaginaire                  | Longvic (Côte-d'Or) 7 juin 2013 Romuald Garnoy 37 ans employé municipal est abattu d'une balle dans la tête sur son lieu de travail par son collègue Jean-Louis Oltra croyant qu'il est amant de son ex-compagne. |
| 15 avril 2019     | ... en Bourgogne                       | Rancœur fatale                      | Saint-Agnan (Yonne) 20 août 2012 lieu-dit la Loge-aux-Moines Mercedes Scotto 78 ans veuve est étranglée chez elle par son petit-fils Clément Bordier avec la complicité de 2 amis Alexis Correia et Dany Rodot. |
| 15 avril 2019     | ... en Bourgogne                       | l'infanticide de Méline             | Marmagne (Saône-et-Loire) 2 septembre 2015 Méline 2 ans est étranglée et poignardée par son père Sébastien Chabrier. |
| 29 avril 2019     | ... en Normandie                       | Obsession mortelle                  | Rouen (Seine-Maritime) appartement Kathleen 18 ans à moitié nue est poignardée dans sa chambre par son colocataire ami de sa mère. |
| 29 avril 2019     | ... en Normandie                       | Scandale au centre équestre         | Épieds (Eure) Pascal Brouté pédophile directeur du centre équestre viole 14 mineures pendant plus de 20 ans. |
| 29 avril 2019     | ... en Normandie                       | De l'amour à la haine               | Feugères (Manche) 3 mars 2012 sur la RD339 Liliane Serazin 45 ans nue est poignardée de 100 coups de couteau et de tournevis et trainée sur 600m derrière la voiture par son compagnon Bruno Gourdel. |
| 13 mai 2019       | ... en Méditerranée                    | Dette de sang                       | Cannes (Alpes-Maritimes) 23 septembre 2013 Virgil Poncet 31 ans est abattu par Mickaël Lakebal ami artisan. |
| 13 mai 2019       | ... en Méditerranée                    | Meurtre en eaux troubles            | Bandol (Var) 25 septembre 2010 sur son catamaran Jacques Métais 66 ans ancien haut fonctionnaire de la Banque de France est étouffé par son ex-épouse Catherine Slama psychologue. Marseille (Bouches-du-Rhône) elle le jette à l'eau les mains cadenassées et reliées à une ancre. |
| 13 mai 2019       | ... en Méditerranée                    | Le suicide du millionnaire          | |
| 20 mai 2019       | Nouvelles affaires dans le Centre      | Viols sur ordonnance                | Argent-sur-Sauldre (Cher) de 2005 à 2014 un médecin généraliste commets des attouchements sexuels et des viols sur 37 patientes filmés pendant ses consultations. |
| 20 mai 2019       | Nouvelles affaires dans le Centre      | Enlèvement à Vierzon                | Vierzon (Cher) dans la nuit du 12 au 13 juillet 1999 Mathieu Hocquet 22 ans homosexuel employé de restaurant rapide est enlevé et battu à mort par 3 hommes. |
| 20 mai 2019       | Nouvelles affaires dans le Centre      | Un duo maléfique                    | Crucheray (Loir-et-Cher) 2 décembre 2008 lieu-dit « Les Bordes » Yvonne Latron 76 ans est étranglée chez elle par sa nièce Élisabeth Latron ambulancière et Steven Barillet. |
| 10 juin 2019      | Drames en Pays de Loire                | Hors-piste à Rezé                   | Rezé (Loire-Atlantique) Pauline ancienne championne de motocross est violée pendant plus d'un an par Michel Mérel son entraîneur quand elle était mineure. |
| 10 juin 2019      | Drames en Pays de Loire                | L'effroyable mensonge               | Les Sorinières (Loire-Atlantique) 20 mars 2015 manoir de la Chatterie Céline Sablé-Marchand 40 ans est tuée à coups de pelle par son époux Yann. |
| 10 juin 2019      | Drames en Pays de Loire                | Alliance fatale                     | Le Mans (Sarthe) 29 juin 2015 rue Albert Maignan Frédéric Guittard ancien directeur commercial reconverti dans la bourse est abattu nu dans son appartement sur un radiateur arraché du mur par Jean-François Ornano et Magalie Pinardaud commandités par Touria Rafajaoui ex-épouse de Frédéric. |

### Huitième saison (septembre2019-juin2020)
| Date              | Titre de l'épisode                          | Titres des reportages                   | Détails et informations |
| ----------------- | ------------------------------------------- | --------------------------------------- | --- |
| 16 septembre 2019 | Le Nord-Pas-de-Calais dans la tourmente     | Liaisons fatales                        | Denain (Nord) Rudy Sauvage viole et frappe son épouse et viole sa belle-fille. 2014 il séquestre viole pendant plus d'un mois sa maitresse Tiphanie Bel. |
| 16 septembre 2019 | Le Nord-Pas-de-Calais dans la tourmente     | Un tueur derrière la porte              | Valenciennes (Nord) 7 octobre 2014 Mélissa 19 ans est tuée chez elle au milieu du salon par Christophe Bompis ami et parrain de sa fille. |
| 16 septembre 2019 | Le Nord-Pas-de-Calais dans la tourmente     | Le meurtre du cimetière                 | Octobre 2011 Frédéric Butanowicz 36 ans divorcé ex-policier devenu chauffeur-routier est étranglé avec une écharpe par sa compagne Véronique Lardé. Courcelles-le-Comte (Pas-de-Calais) 9 novembre son cadavre est découvert nu en position fœtale dans un champ près du cimetière. Prison de Sequedin (Nord) 25 Octobre 2016 elle se pend dans sa cellule. |
| septembre 2019    | ... à la frontière belge                    | Le tueur fou de Mouscron                | Mouscron (Belgique) 12 août 1992 Carine Moerman 25 ans est blessée dans une rue d'une balle dans le dos par Arnaud Degezelle. 24 août il abat David Matton 16 ans dans une rue d'une balle dans la nuque. Nuit du 9 au 10 septembre Éric Delemme évite la balle tirée sur lui alors qu'il rentre sa voiture dans un garage. 11 septembre rue des Pèlerins il blesse Nathalie Vanbraekel 19 ans chez elle d'une balle dans le bas du dos tirée à travers la porte d'une chambre où elle est cachée avec sa mère Thérèse Pollet. 8 décembre 2012 prison d'Andenne il meurt d'une overdose dans son lit. |
| septembre 2019    | ... à la frontière belge                    | Le calvaire de Melinda                  | Hautmont (Nord) décembre 2013 Joulia 21 mois meurt sous les coups de son parrain. Neuf-Mesnil (Nord) soir du 17 mai 2016 Melinda 18 mois meurt d'un arrêt cardiaque ébouillantée à plus de 80% par son beau-père. Elles étaient les filles de Maria B. |
| septembre 2019    | ... à la frontière belge                    | Déjeuner mortel en famille              | Saint-Symphorien (Belgique) 5 octobre 2008 Alex Lecocq 47 ans alcoolique pendant le repas du midi est poignardé au ventre par sa fille cadette Merry après une dispute. Sa femme Jocelyne Hourriez et sa fille ainée Alison le laissent mourir. Il était battu par ses filles depuis des années. |
| 23 septembre 2019 | Cauchemars en Poitou-Charentes              | Pulsion mortelle                        | Échillais (Charente-Maritime) 2 octobre 2014 Catherine Gardère 51 ans employée d'un laboratoire d'analyses médicales est frappée violée et tuée dans un bois par Jérémy Tiberghien. |
| 23 septembre 2019 | Cauchemars en Poitou-Charentes              | L'homme aux deux visages                | Nanteuil (Deux-Sèvres) 2012 un magnétiseur viole 21 de ses clientes. |
| 30 septembre 2019 | Terreur en Franche-Comté                    | Prises au piège                         | Dammartin-les-Templiers et Les Combes (Doubs) de 2004 à 2014 Michel Pate magnétiseur viole 4 de ses clientes et en agresse 9 sexuellement. |
| 30 septembre 2019 | Terreur en Franche-Comté                    | Le meurtre du brocanteur                | Chalezeule (Doubs) nuit du 19 zu 20 octobre 2013 Jean-Pierre Merlot 63 ans brocanteur est battu torturé et tué dans sa chambre par Ali Kaabouche cambrioleur. |
| 30 septembre 2019 | Terreur en Franche-Comté                    | Le tueur à la hache                     | Sochaux (Doubs) parking du marché des Résidences Mohamed Sellami 66 ans gérant du « bar du Commerce » est tué à coups de hache par Mohamed Faleh. |
| 11 novembre 2019  | Drames en Aquitaine                         | Dette amoureuse                         | 23 septembre 2004 sur la côte d'argent Daniel 54 ans patron de bar est abattu d'une balle dans le dos. |
| 11 novembre 2019  | Drames en Aquitaine                         | Le jeu du mensonge                      | Périgueux de 1999 à 2004 un homme viole Vincent. |
| 11 novembre 2019  | Drames en Aquitaine                         | Une dernière visite                     | 24 juillet 2014 Colette 74 ans est tuée dans sa maison de campagne incendiée. |
| 25 novembre 2019  | Peur sur la Haute-Garonne                   | Une nuit d'horreur                      | Été 2015, Eva, 23 ans et étudiante à Toulouse, est tuée et immergée dans une caisse remplie d'acide dans son appartement. |
| 25 novembre 2019  | Peur sur la Haute-Garonne                   | Le double homicide d'Eoux               | Eoux 22 mars 2015 dans une ferme Brigitte 54 ans auxiliaire de vie et sa mère sont tuées et lacérées de coups de couteau. |
| 16 décembre 2019  | Cauchemars en Bretagne                      | Massacre familial                       | Lannion (Côtes-d'Armor) 4 août 2014 Odile 58 ans infirmière en psychiatrie retraitée et sa belle-mère Louise 85 ans sont assassinées. |
| 16 décembre 2019  | Cauchemars en Bretagne                      | Le cadavre dans la valise               | Paris juin 2011 Farid Ouzzane 55 ans proxénète est assommé d'un coup de chandelier à la tête et étranglé avec un câble par Laïla « Sabrina » Id Yassine avec la complicité d'Élodie Le Toullec dans le « salon de massage » où elles se prostituent. Elles ligotent son corps et le mettent dans une valise lestée d'haltères. Pierrick, père d'Élodie, la jette dans la rade de Lorient. |
| 16 décembre 2019  | Cauchemars en Bretagne                      | Au-dessus de tout soupçon               | Vallet (Loire-Atlantique) juillet 2014 Pierre 14 ans est victime de violences sexuelles. |
| 6 janvier 2020    | Drames en Haute-Corse                       | Meurtre possessionnel                   | 19 et 20 avril 2016 un chemin montagneux un tronc humain et des membres calcinés sont découverts. |
| 6 janvier 2020    | Drames en Haute-Corse                       | Le disparu de Cambia                    | novembre 2014 Yves 61 ans dirigeant retraité d'une entreprise familiale disparaît. |
| 27 janvier 2020   | Mystères dans le Grand Est                  | Balade tragique                         | forêt de Haguenau (Bas-Rhin) octobre 2015 Marie 40 ans est frappée et violée alors qu'elle promène son chien par un gitan délinquant récidiviste. Il a frappé un homme à coup de hachette quelques mois plus tôt. |
| 27 janvier 2020   | Mystères dans le Grand Est                  | Le château maudit                       | Sedan (Ardennes) 18 septembre 2011 un homme et une femme sont exécutés par balle près d´un château à vendre. |
| 27 janvier 2020   | Mystères dans le Grand Est                  | Un taxi pour la mort                    | 15 août 2013 Fadila 47 ans est tuée défenestrée de son immeuble. |
| 10 février 2020   | Panique à Rouen                             | Une soirée en enfer                     | Rouen 20 décembre 2015 Élise et Julien sont tués. |
| 10 février 2020   | Panique à Rouen                             | Drames à la patinoire                   | Rouen début novembre 2008 Vincent 52 ans ex-dirigeant du club de hockey ancien sportif de haut niveau est accusé d´avoir abusé sexuellement de 5 enfants inscrits au club dans les années 80. |
| 24 février 2020   | Spéciale ces familles qui veulent la vérité | Le prédateur du Grand Est               | |
| 24 février 2020   | Spéciale ces familles qui veulent la vérité | La disparue d’Oléron                    | Île d'Oléron (Charente-Maritime) octobre 2015 Lysiane Fraigne 54 ans vendeuse en boulangerie est tuée par son amant Guilain Fricot bouquiniste. |
| 2 mars 2020       | Le Sud-Ouest dans la tourmente              | Double homicide volontaire              | Mont-de-Marsan (Landes) 27 mars 2016 Élodie Kaszuba 30 ans et sa fille Méloé 20 mois sont battues à mort chez elles par son ex-compagnon Guillaume Dautremont. |
| 2 mars 2020       | Le Sud-Ouest dans la tourmente              | Guet-apens mortel                       | Saint-Léon (Haute-Garonne) 23 décembre 2004 Christian Labouysse 61 ans PDG de la plus importante entreprise de sécurité de la région est abattu devant sa propriété par Claude Clément. |
| 23 mars 2020      | Drames sur les rives de la Seine            | La jeune fille et la mort               | Maincy (Seine-et-Marne) 17 février 2014 Marie 17 ans est droguée étranglée sur son lit par sa mère Anita Varnerot. |
| 23 mars 2020      | Drames sur les rives de la Seine            | À feu et à sang                         | Vanves (Hauts-de-Seine) 7 février 2014 Philippe « Philibert » L. 60 ans attardé mental est drogué battu et brulé vif dans son appartement par Cédric Berny « Le Belge ». |
| 18 mai 2020       | Spéciales féminicides                       | Sexe et jalousie : un cocktail explosif | Ézy-sur-Eure (Eure) 26 septembre 2011 Éliane Vazard meurt asphyxiée enchaînée par Jean-Pierre son mari dans le coffre de leur voiture incendiée. |
| 18 mai 2020       | Spéciales féminicides                       | Le calvaire d’Amina                     | Ézanville (Val-d'Oise) nuit du 12 au 13 octobre 2013 Amina enceinte est battue à mort par son mari Bouillé K chez eux. |
| 18 mai 2020       | Spéciales féminicides                       | L'amour à mort                          | 12 février 2015 Zoé est poignardée à la gorge avec une paire de ciseaux chez elle. |
| 25 mai 2020       | Tragédies en Seine-Maritime                 | Double meurtre au Havre                 | Le Havre la mère et la sœur de 16 ans de Clémentine sont poignardées dans la salle de bain de l'appartement Nicolas son père est blessé. |
| 25 mai 2020       | Tragédies en Seine-Maritime                 | Le prédateur de Dieppe                  | Dieppe 23 juillet 2013 Louise est agressée sexuellement. |
| 25 mai 2020       | Tragédies en Seine-Maritime                 | Trio mortel à Rouen                     | Rouen 27 août 2012 Johnny porteur d'un bracelet électronique est roué de coups chez lui. |
| 1er juin 2020     | Provence : un aller sans retour             | Peur sur la ville                       | Marseille (Bouches-du-Rhône) 12 novembre 2015 un SDF agresse une femme dans un centre commercial puis séquestre un couple chez eux sous la menace d'une arme. Il agresse une femme chez elle avec ses 3 enfants. 12 novembre 2015 il entre chez Françoise la frappe et la ligote puis viole plusieurs fois sa fille Marie 25 ans enseignante. |
| 1er juin 2020     | Provence : un aller sans retour             | Histoire d´amour fatale                 | La Garde (Var) 2 octobre 2011 Hichem Ben Brika 35 ans carreleur est abattu d'une cartouche de fusil de chasse dans le thorax dans le hall de son immeuble avenue Auguste-Renoir par Kamel Belladjimi vigile amant de son épouse Linda Ouraci. |
| 1er juin 2020     | Provence : un aller sans retour             | Dangereuses connexions                  | Marseille (Bouches-du-Rhône) dans le 13e arrondissement 27 juin 2012 Marina Ciampi 52 ans veuve est tué chez elle par Abdelkader Amrani « Cruchot » ancien gendarme réserviste rencontré par un site internet de rencontres. |
| 15 juin 2020      | Le Nord dans les ténèbres                   | Abus sexuels à Bourbourg                | Bourbourg années 90, des enfants sont violés par Sylvain Dubois animateur de centres aérés, dont Mickaël 6 ans. 16 avril 2015 il porte plainte à la gendarmerie. |
| 15 juin 2020      | Le Nord dans les ténèbres                   | Équipée barbare à Valenciennes          | Vénizel (Aisne) avril 2016 Christopher Delattre 19 ans est séquestré, privé de nourriture et battu pendant plusieurs mois par ses amis Cathy Wettstein « Tata », Élodie Trioux, Grégory Trioux, Bruno Ramez, Julien Rothier et Élodie Martinache chez eux où il fêtait son anniversaire. 27 septembre 2016 il meurt. Ils cachent son corps à Craonnelle dans un sous-bois sur un coteau difficilement accessible. Avril 2017 son cadavre est trouvé. |
| 22 juin 2020      | ... en Seine-et-Marne                       | Les nuits avec mon ennemi               | La Ferté-Gaucher 17 décembre 2014 Victor est accusé par son ex-compagne Élodie. |
| 22 juin 2020      | ... en Seine-et-Marne                       | Une disparition presque parfaite        | 10 avril 2009 Audrey Verdol guadeloupéenne 21 ans employée dans les télécommunications habitant au Blanc-Mesnil est tuée par son compagnon Olivier Ferdinand. |
| 22 juin 2020      | ... en Seine-et-Marne                       | Un cadavre en morceaux                  | |

### Neuvième saison (août2020-juin2021)
| Date              | Titre de l'épisode                | Titres des reportages            | Détails et informations |
| ----------------- | --------------------------------- | -------------------------------- | --- |
| 24 août 2020      | Peur sur les Alpes                | Un meurtre sans corps            | Sainte-Tulle (Alpes-de-Haute-Provence) 9 janvier 2014 Josiane Amoureux-Bézard 53 ans employée de mairie est tuée par son mari Philippe.                                                                                                 |
| 24 août 2020      | Peur sur les Alpes                | Rixe mortelle au réveillon       | Tignes (Savoie) 31 décembre 2013 Yoann Souffron 17 ans est frappée à coup de bouteille sur la tête par trois garçons. 6 janvier 2014 il meurt d'un traumatisme crânien.                                                                 |
| 24 août 2020      | Peur sur les Alpes                | Tragédie amoureuse               | La Tour (Haute-Savoie) 27 mai 2014 Jean-Luc Thiebaut charpentier est abattu de deux balles dans la tête par José Manuel Marta Evangelista le mari de sa maîtresse. Il enterre son corps.                                                |
| 31 août 2020      | Frayeurs dans les Hauts-de-France | Colère meurtrière à Caudry       | Beauvois-en-Cambrésis (Nord) 19 octobre 2017 Ginette Alvarez 57 ans est tuée sur un chemin de randonnée d'un coup de couteau dans le dos par un collégien.                                                                              |
| 31 août 2020      | Frayeurs dans les Hauts-de-France | Sévices mortels à Villers-Faucon | Villers-Faucon (Somme) novembre 2011 à début 2012 Christophe Rambour 25 ans est séquestré, torturé et tué par ses amis Narin Bun, sa sœur Nari, leur frère Navin et Gilles Lefèvre ex-mari de Nari. Ils découpent et brûlent son corps. |
| 21 septembre 2020 | Panique dans le Dauphiné          | Relation toxique à Aoste         | Aoste (Isère) 12 novembre 2007 Alain 56 ans est tué et brûlé dans sa voiture, à 30 kilomètres de son domicile. |
| 21 septembre 2020 | Panique dans le Dauphiné          | Le trio barbare d'Échirolles     | Échirolles (Isère) 3 personnes agressent les habitants. 24 mai 2010 Charles et Dominique trentenaires sont agressés et séquestrés dans leur appartement. Dominique est violée 2 fois.                                                   |
| 2020              | ... ?                             | titre ?                          | |
| 2020              | ... ?                             | titre ?                          | |
| 2020              | ... ?                             | titre ?                          | |
| 2020              | ... ?                             | titre ?                          | |
| 2020              | ... ?                             | titre ?                          | |
| 2020              | ... ?                             | titre ?                          | |

## Autour de l'émission
Le 5 décembre 2013, à Champhol, alors qu'ils voulaient tourner des images d'illustration pour la réalisation du reportage « Le mystérieux meurtre du producteur » de l'épisode du 17 mars 2014, sans aucune autorisation, ni de la préfecture, ni de la mairie, deux journalistes-comédiens de l'émission déguisés en policiers en civil ont été interpellés par la police.